# Pavel Nešleha
Pavel Nešleha (19. února 1937, Praha – 13. září 2003, tamtéž) byl český malíř, kreslíř, grafik, fotograf a tvůrce světelných objeků. Za grafickou a kreslířskou tvorbu získal řadu významných ocenění. Samostatně vystavoval od roku 1967, kolektivních výstav se zúčastňoval od roku 1965. Po sovětské okupaci v srpnu 1968 a za následující normalizace nemohl svobodně vystavovat. V době komunistického režimu byl členem neformálních skupin "Somráci" a "Zaostalí". Po roce 1990 profesor malby na VŠUP v Praze.

## Život
Narodil se v Kyjích u Prahy, kde také navštěvoval základní školu. K zájmu o výtvarné umění jej přivedl malíř Vladimír Šebík, žák Martina Salcmana, který na škole vedl výtvarný kroužek. Ve studiu pokračoval na Výtvarné škole v Praze na Vinohradech (1952–1956). Zde také poznal své budoucí přátele: Zdeňka Berana, Antonína Málka, Kateřinu Černou, Petra Bareše nebo Václava Křížka. Profesoři Zdeněk Balaš a Karel Tondl, u kterých studoval, vedli žáky k poznání českého moderního umění. Za studia měl možnost se seznámit se soukromou sbírkou dr. Vincence Kramáře, navštívil ateliér Emila Filly a poznal díla skupiny Osma v brněnských soukromých sbírkách. Na konci studia navštěvoval veřejné přednášky prof. Jaromíra Pečírky o tendencích moderního umění.
V letech 1956–1962 studoval v ateliéru monumentální a užité malby prof. Aloise Fišárka na VŠUP v Praze. Přelomovým zážitkam byla pro jeho generaci výstava Zakladatelé českého moderního umění, kterou roku 1957 uspořádali Jiří Padrta a Miroslav Lamač v Brně. Zde poprvé viděl expresivní syrová díla české předválečné avantgardy - Kubišty, Filly, Procházky a Gutfreunda. Za studia se zúčastňoval schůzek mladých, avantgardně orientovaných nespokojenců, konaných v ateliéru Antonína Tomalíka v Praze na Radnických schodech. Zde se seznámil s výtvarníky z budoucího okruhu Konfrontací i s generačně spřízněnými studenty dějin umění Františkem Šmejkalem a Zdenkem Felixem. Spolu s Tomalíkem, Málkem, Sionem, Beranem, Puttou, Barborkou, Steklíkem a dalšími patřil do neformální skupiny zformované v hospodách, která si říkala „Somráci“. Spojoval je pocit vzdoru vůči nesvobodě 50. let, vědomí vyřazenosti a radikálnost postojů.
Na konci 50. let se účastnil školního zájezdu do Leningradu a Moskvy; v depozitářích tamních galerií poznal originály vůdčích osobností evropské avantgardy včetně děl Picassa, Cézanna, Gaugina, van Gogha, Maleviče, Chagalla a Kandinského. Na přelomu let 1959–1960 navštěvoval přednášky o moderní a soudobé hudbě, které pořádal pro okruh mladých výtvarníků a muzikantů dr. Josef Löwenbach. Udržoval přátelství s Pavlem Teimerem, studentem typografie v ateliéru Františka Muziky na VŠUP, a se svými vrstevníky z okruhu pražských ateliérových Konfrontací I a II (1960). V roce 1960 poznal Vladimíra Boudníka, jehož jedinečné grafické umění inspirovalo řadu následovníků. Nešlehova abstraktní kompozice pro prostor Divadla hudby v Hradci Králové, kterou podal jako svou diplomovou práci, mu byla z ideologických důvodů zamítnuta a na místě zničena; studium ukončil v roce 1962 souborem expresivních maleb z nižších ročníků, za něž získal cenu školy.
Povinnou vojenskou službu absolvoval v letech 1962-1964 v Kolíně, kde se v místním muzeu seznámil s tvorbou Zdenka Rykra. Roku 1965 se zúčastnil první oficiální výstavy Konfrontace III v Alšově síni. a dalších kolektivních výstav (Galerie Fronta, 10 grafiků v Ústí nad Orlicí). Na Veletrhu knižní grafiky v Lipsku (1965) obdržel spolu s Pavlem Teimerem čestné uznání za typografický celek a soubor strukturálních grafik k vybraným textům Shakespearova Hamleta. V roce 1967 uspořádal v Galerii mladých v pražském Mánesu první samostatnou výstavu. Poznal se s Jindřichem Chalupeckým a zúčastňoval se jeho aktivit v pražské Galerii Václava Špály i následných neveřejných setkání konaných v soukromí ateliérů; učil se fotografovat. Na začátku roku 1968 získal tříměsíční stipendium francouzské vlády a v dubnu 1968 odjel do Paříže. Poznání tamní umělecké scény a tvůrčí volnosti ho trvale ovlivnily. Krátce po srpnové okupaci se oženil se studentkou dějin umění Mahulenou Hromádkovou a podnikl s ní studijní cestu do Německa, Švédska, Holandska a Belgie. V té době také dokončil stavbu podkrovního ateliéru na Vinohradech, který užíval i jako byt až do roku 1986. 
Počínaje rokem 1970 a během normalizace s pomocí přátel a navzdory zákazům obesílal mezinárodní výstavy věnované grafice a kresbě, kde získal řadu významných ocenění. Zúčastnil se prestižních výstav Biennale Internationale de l‘estampe, Paris; Cien Grabados y Cien Fotografias, Universidad National Autonóma de Mexico, Mexico City, 3. Internazionale der Zeichnung, Darmstadt; 9. Medunarodna grafična razstava, Moderna galerija, Ljubljana nebo Biennale of Drawing v New Yorku, konané roku 1977. Úspěch na trienale kresby v Darmstadtu v roce 1970 mu přinesl nabídku místa pedagoga v oboru kresby na Akademii výtvarného umění v Kasselu, ale i přes četné urgence z německé strany mu Ministerstvo kultury ČSSR žádost o výjezd nepovolilo. V roce 1971 získal zlatou medaili na bienále grafiky v Terstu (Premio Césare Sofianopulo) a roku 1975 stříbrnou medaili za grafiku na mezinárodní výstavě MIR 75, která byla pořádána ke 30. výročí založení OSN.
Počátkem 70. let ho oslovil architekt  Miroslav Hrubý, aby navrhl osvětlení do klenuté zámecké barokní prostory. Od roku 1971 se věnoval prostorovým světelným objektům, na které získal patent. Využil je pro scénu liberecké Ypsilonky k představení Depeše psané na kolečkách. Některé z objektů „světelného dvanáctistěnu“ (1972–1973) a velkoformátové kresby z cyklu Židle (1972) vystavil na autorské výstavě v Galerii Baukunst v Kolíně nad Rýnem roku 1974, kam ale nesměl vycestovat. Několik světelných objektů realizoval v íránském pavilonu na světovém oceánografickém Expu v japonské Okinawě roku 1974, odkud podnikl krátkou studijní cestu po Japonsku (Tokio, Nara, Kjótó). Architektonický projekt světelného dvanáctistěnu se symbolikou reliéfů ruky následně částečně využil pro instalaci v Mramorovém paláci v Teheránu (1976). Během pobytu v Íránu měl možnost navštívit další města - Persepolis, Ifsahan, Mešed, Šíráz a některá menší městečka v poušti. Monumentální patos íránské krajiny přiměl Nešlehu vrátit se k malbě a barvě.
Roku 1977 se manželům Nešlehovým narodila dcera Johanna. Na konci 70. let se navrátil k malbě. Roku 1979 byl na výstavě Premio internazionale v italské Bielle ve výběru 20 světových grafiků. V témže roce se Janu Křížovi podařilo připravit výstavu 10 x 5 kreseb ve Valašském Meziříčí, kde kromě Nešlehy vystavovali i Beran, Lamr, Mergl, Načeradský, Nepraš, Sion, Sopko, Steklík a Šimotová. Galerie Sonnenring v Münsteru (1980) mu uspořádala ve spolupráci s Janem Křížem menší retrospektivu. Další komorní výstavy měl v malých neoficiálních výstavních prostorech v Brně (Klub školství, VÚ veterinární). Spolu se Zdeňkem Beranem se blíže spřátelili s Bedřichem Dlouhým a Hugem Demartinim. Na počátku září 1981 se účastnil neveřejné výstavy osmnácti vybraných umělců a teoretiků moderního umění na usedlosti Bedřicha Dlouhého v Netvořicích, organizované z podnětu Jindřicha Chalupeckého. Účastníky sledovala a legitimovala policie. Zúčastnil se neoficiální výstavy v Hájence v oboře Hvězda, kterou roku 1982 připravila Marie Klimešová. Roku 1983 měl samostatné výstavy obrazů a kreseb v Oblastním muzeu v Kolíně (Jan Kříž) a poté na Staroměstské radnici v Praze (Hana Rousová) a byl zastoupen na prestižní přehlídce Dessins tchèques du 20e siècle v Centre Pompidou. Při té příležitosti mohl po dlouhé době cestovat a navštívil Paříž.
V letech 1984-1986 se věnoval tvorbě environmentů se zakomponovanou malbou a fotografování. V roce 1986 uspořádal Jiří Valoch Nešlehovu retrospektivu v Brně v Domě pánů z Kunštátu. Na společné výstavě s Hugem Demartinim v žižkovském Atriu vystavil některé objekty dveří z cyklu Iluze v soukromí. V létě 1986 se rodina Nešlehových přestěhovala do Braníka. Od roku 1987 byl Pavel Nešleha členem sdružení Nová skupina.
Během přípravy společné instalace na neoficiální mezigenerační výstavě Forum ’88 v holešovické tržnici v Praze, vznikla z přátelského a názorového uskupení (Dlouhý, Demartini, Beran, Nešleha) skupina s ironickým názvem Zaostalí. Následně přizvali mezi sebe hudebního skladatele Jana Klusáka (jako teoretika) a architekta Karla Koubu pro chystanou multimediální neoficiální výstavu, která se měla konat v Lidovém domě ve Vysočanech koncem roku 1989. Po pádu komunistického režimu na ni už nedošlo a Zaostalí dostali možnost vystavovat v Nové síni a v Mánesu. Na podzim 1989 podnikl Pavel Nešleha studijní cestu do Itálie (Benátky, Florencie, Řím), kde hlouběji poznal Caravaggioovy a Tintorettovy obrazy.
V roce 1990 Nešleha obdržel tvůrčí grant The Pollock–Krasner Foundation, a od téhož roku až do roku 2002 vedl na VŠUP ateliér malby. V roce 1991 byl jmenován profesorem. Pro své studenty připravil řadu zahraničních studijních cest (Itálie, Německo, Španělsko, Francie). Od roku 1991 se účastil přehlídek československého umění v zahraničí (Bonn, Osnabrück, Bochum, Vídeň, Paříž, Sarajevo, Tuzla). Roku 1992 se zúčastnil mezinárodního tvůrčího sympozia Barok a dnešek v Litoměřicích. U příležitosti kongresu AICA v Praze Zaostalí své individuální artefakty, vytvořené na sklonku komunistického režimu, instalovali v Mánesu jako společné dílo pod názvem "Hromada".
České muzeum výtvarných umění připravilo Nešlehovi v roce 1994 velkou putovní retrospektivu (ČMVU Praha, GU Karlovy Vary – Ostrov nad Ohří, GMU Hradec Králové). V roce 1995 se stal členem S.V.U. Mánes. Krátce po autorské výstavě v Mánesu roku 1997, kde představil velkoformátové digitální tisky Via canis, podstoupil těžkou operaci a chemoterapii. V letech 1997-2003 se střídavě věnoval grafice, pastelům a fotografické práci. V roce 2001 podnikl cestu na jih Francie a na VŠUP přijal funkci studijního prorektora. V září 2003, krátce před otevřením osobní výstavy pastelů ze série Záznamy světla v GMU v Roudnici n/L, nečekaně podlehl zákeřnému onemocnění. Poslední výstava skupiny Zaostalí se konala roku 2007 v galerii Městské knihovny v Praze.

## Dílo
Pavel Nešleha patřil do generace českého nekonformního umění 60. let a do okruhu umělců Jindřicha Chalupeckého. Svým založením byl romantikem a expresionistou, umělcem s výraznou obrazovou vizí. Důležitější než samotné výtvarné postupy byl pro něj vnitřní obsah, transformovaný v existenciální patos jeho děl. Byl obdařen smyslem pro správnou volbu výtvarných prostředků k sdělení svých idejí a záměrů. Jeho tematicky bohatá tvorba zahrnuje kromě malby, grafik, kreseb, pastelů též prostorové objekty, koláže, světelné instalace, fotografie a rozměrné digitální tisky. 
Od expresivní malby z konce 50. let, ovlivněné Kubištou, se jeho malba pod vlivem Georgese Rouaulta na počátku 60. let postupně zjednodušila do plošného znaku, vyjadřujícího existenciální situace života člověka (Figura, 1959, 1960). Inspirací byly biblické motivy a literární náměty E. A. Poa nebo Shakespearův Hamlet. Na přelomu let 1959/1960 poznal díla Tàpiese, Dubuffeta, Burriho a Boudníka a stejně jako většina jeho generačních druhů se věnoval strukturální abstrakci v grafice i malbě (Bez názvu, kombinovaná technika, 1959). Používal  papírový podklad, na který lepil další vrstvy papíru nebo jemné syntetické tkaniny a strukturu po přenesení na plátno dokončoval olejem (Bez názvu I a II, 1960). Pro tisk grafik tehdy užíval pertinaxové desky a strukturální grafiky tvořil pálením jejich povrchu (Strukturální grafika, 1962). Abstraktně koncipovaná byla i jeho diplomová práce, určená pro prostor Divadla hudby v Hradci Králové z roku 1961. Některé strukturální grafiky z cyklů Studie k Hamletovi (1962-1964) a Fragmenty (1962-1963) tiskl ve ždímačce během své vojenské služby.

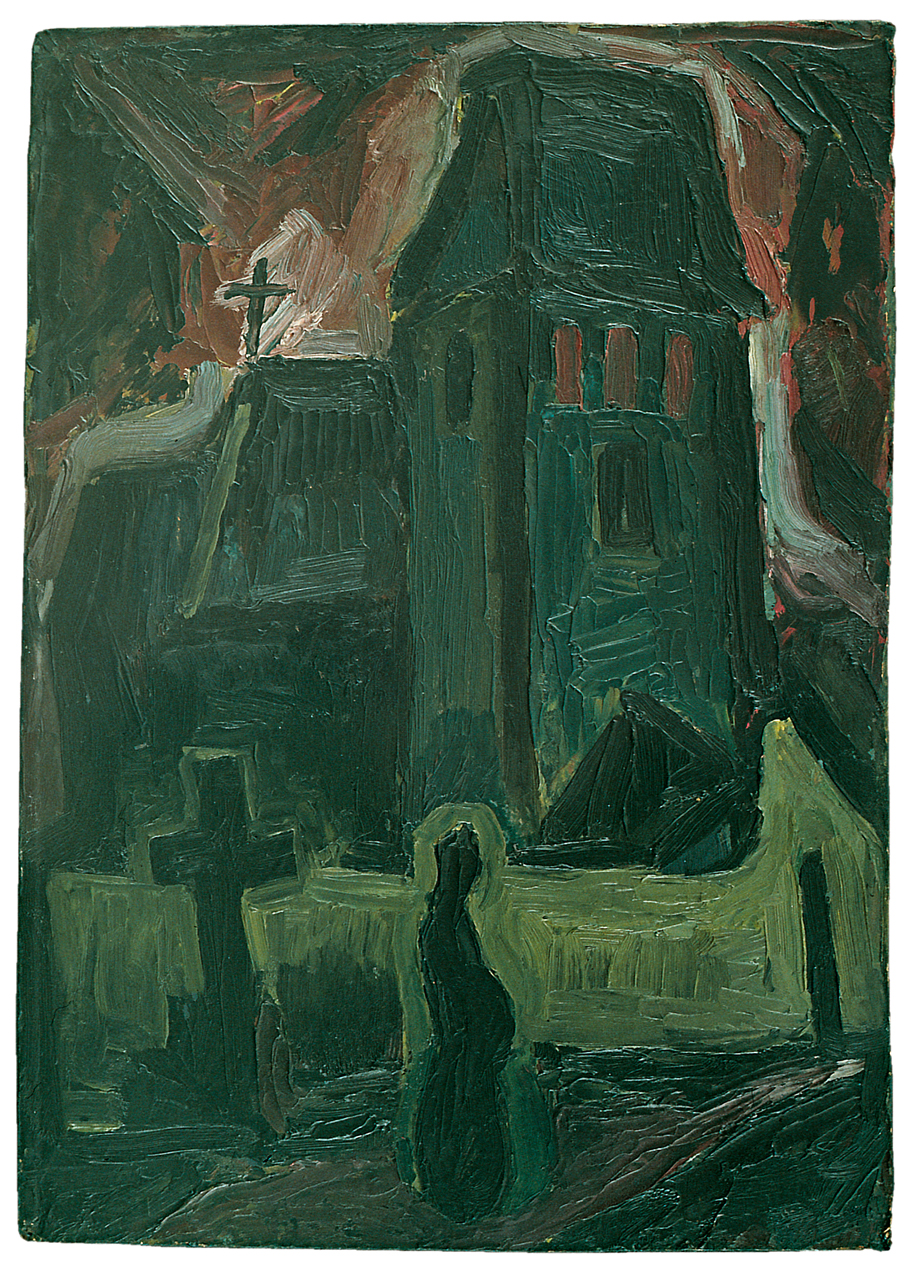
Kostel v Kyjích (1958)
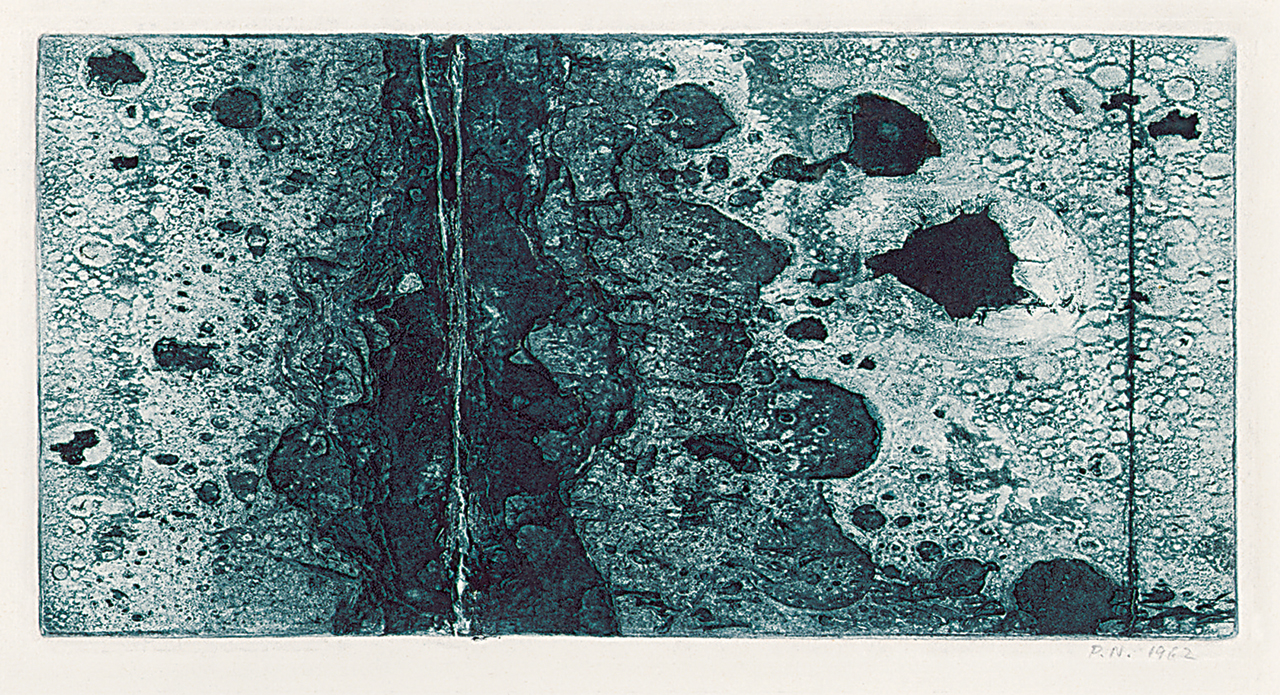
Bez názvu, strukturální grafika (1962)

Od poloviny 60. let se v jeho díle opětovně prosazovaly náznaky figurace. Svůj podíl na tom měly fotografické detaily autotypických štočků, které Nešleha pálením deformoval a včleňoval do grafických matric. Upoután snímky získaných štočků se učil fotografovat. Bezprostřední reakcí Pavla Nešlehy na náhlý konec nadějí po sovětské okupaci v srpnu 1968 byl cyklus divokých kreseb a maleb s fragmenty deformovaných lidských lidských tváří a údů, který vytvořil jako osobní artterapii (obrazy Hlava; Řvoun; Večeře  všechny z r. 1969).
V průběhu let 1969–1970 pořídil detailní snímky pozic ruky. Fotografická zkušenost zvyšovala umělcovu vazbu na viděnou realitu a na konci 60. let dala vzniknout velkoformátovým kresbám s nadsazeným detailem akcentujícím smysly lidského těla (Smysly I – III. 1969; Dlaň, 1969–1970). Zájem o přesně viděný předmět ovlivňoval i způsoby výtvarného sdělení. V roce 1969 začal do grafických matric zaleptávat vlastní snímky, které kombinoval s technikou suché jehly. Nečekaně tak grafickými listy (cyklus Historie lidské ruky, 1969–1972; Velké zbořeniště, 1970 aj.) vstupoval do uměleckého směru tzv. fotorealismu (hyperrealismu), který se tehdy formoval v USA. Cyklus Historie lidské ruky vznikl jako reflexe na prvotní otisky lidské existence v prehistorických jeskyních, ale postupně se stal metaforou lidského utrpení, bídy a agrese. Hra s fotografickým a později televizním obrazem přinesla nová témata a proměnu ke groteskní prezentaci lidské pokleslosti v reakci na prožívané trauma okupace.

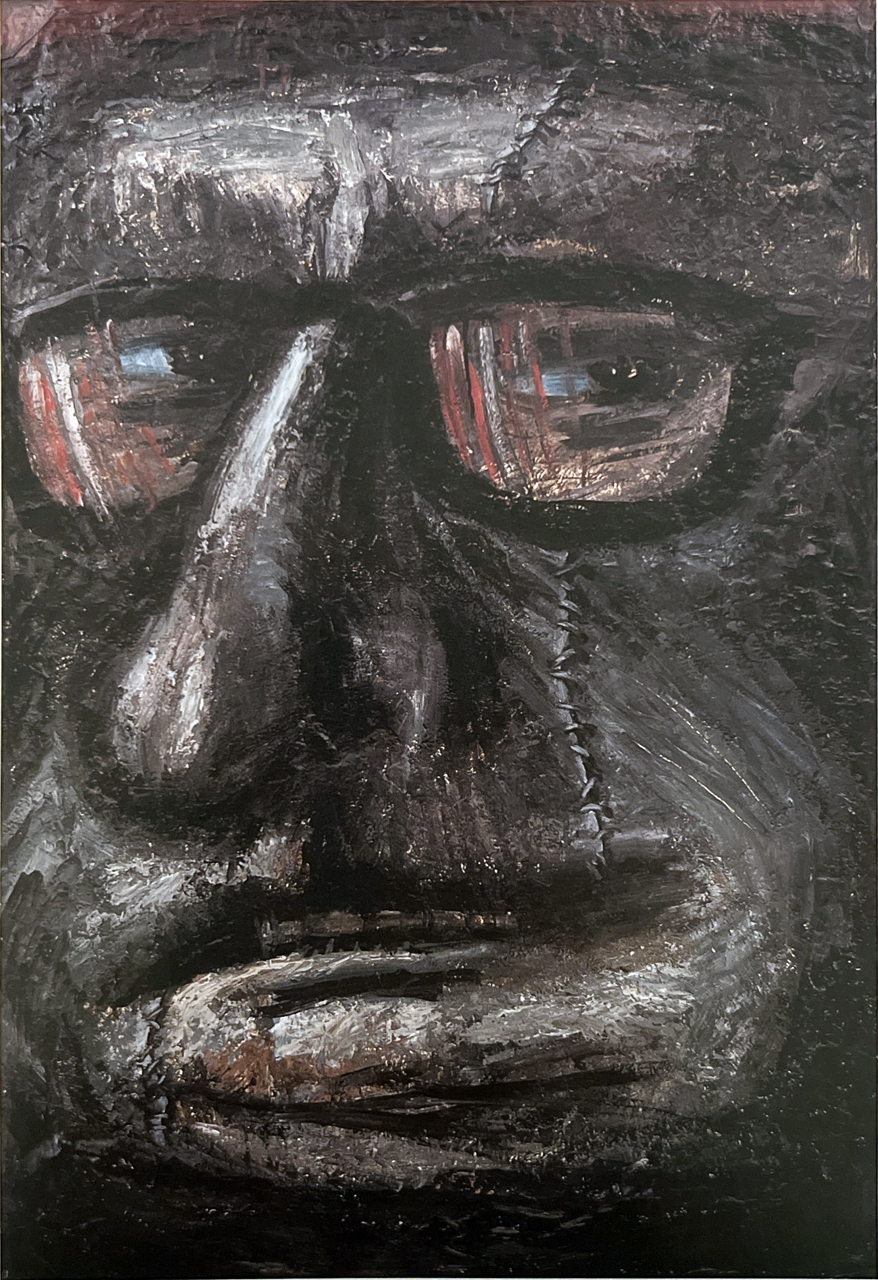
Hlava IV (1969
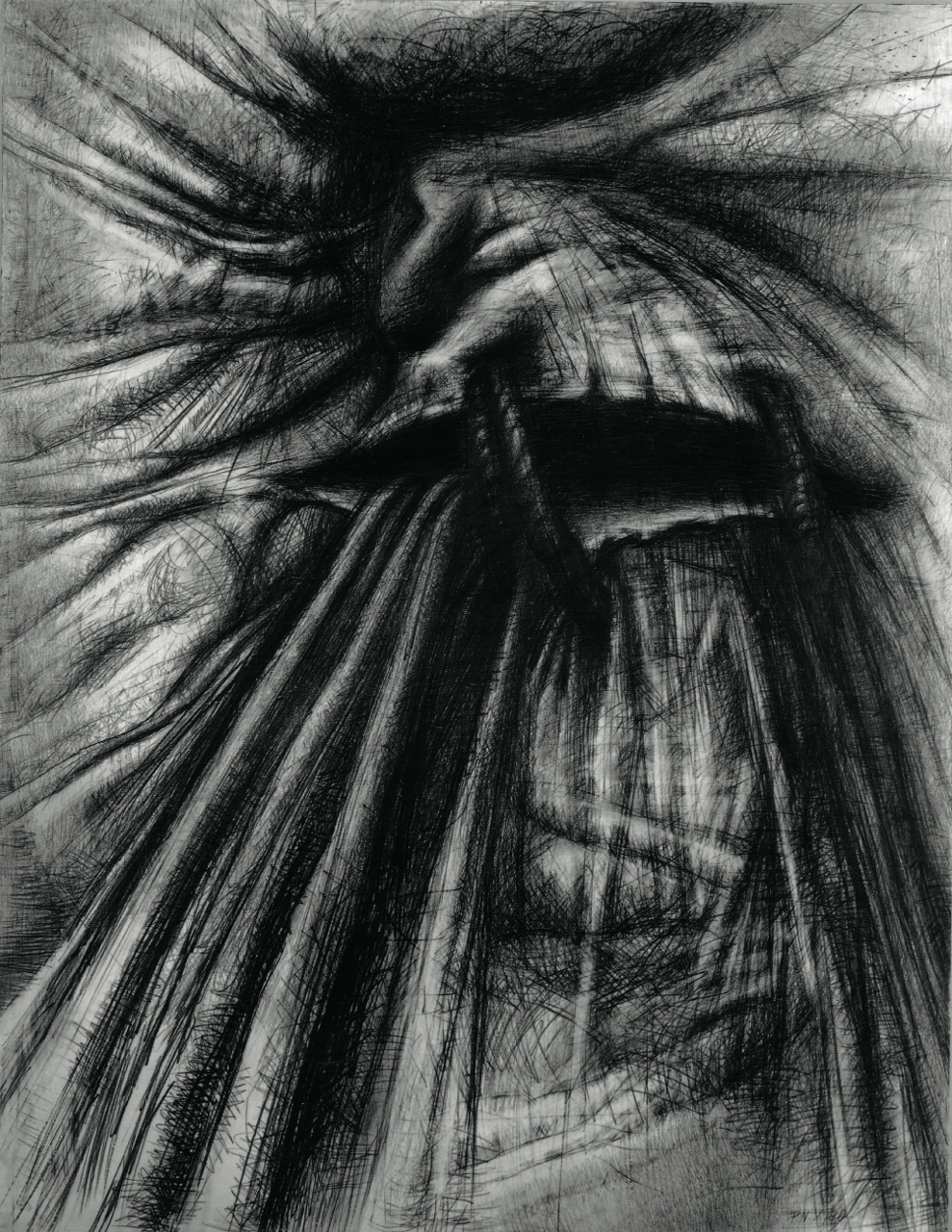
Dlaň (1969-70)
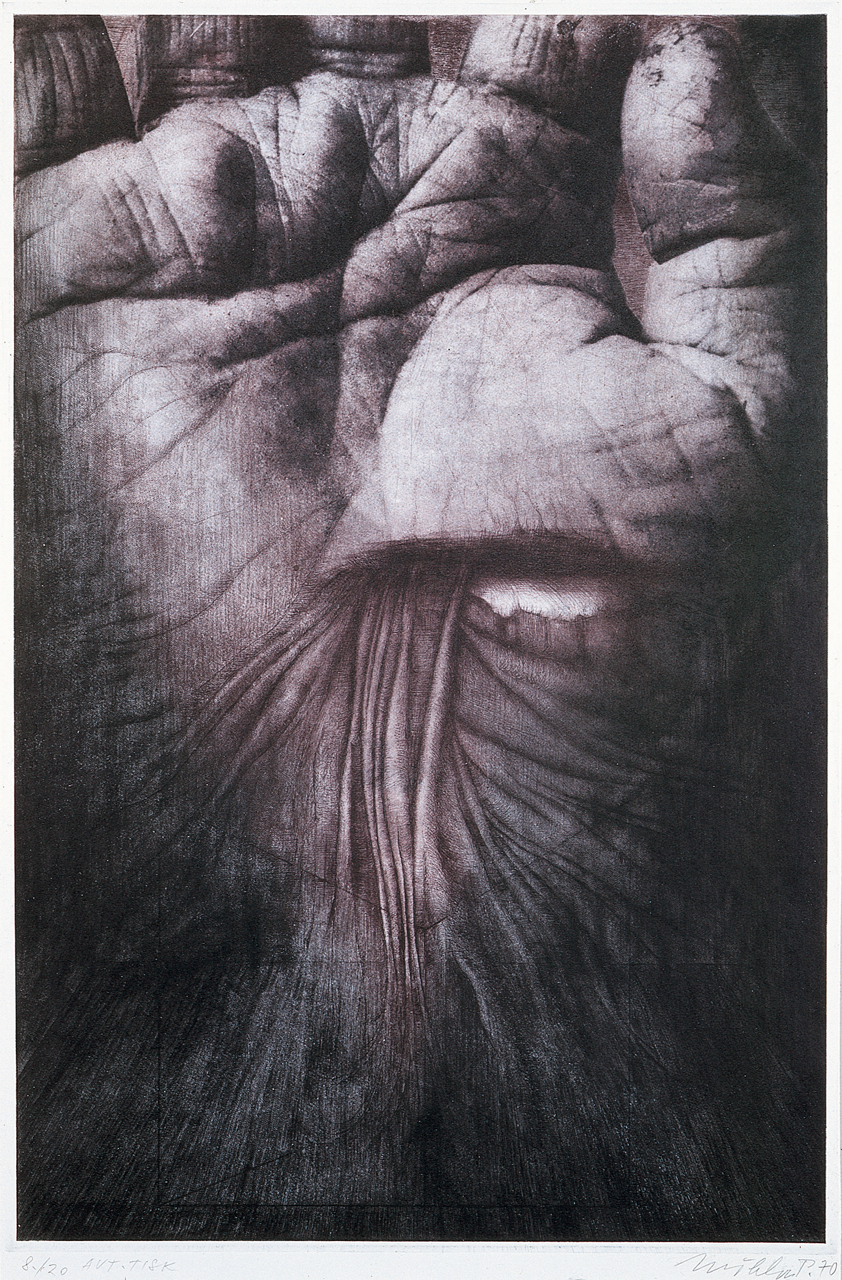
Historie lidské ruky I (1970)
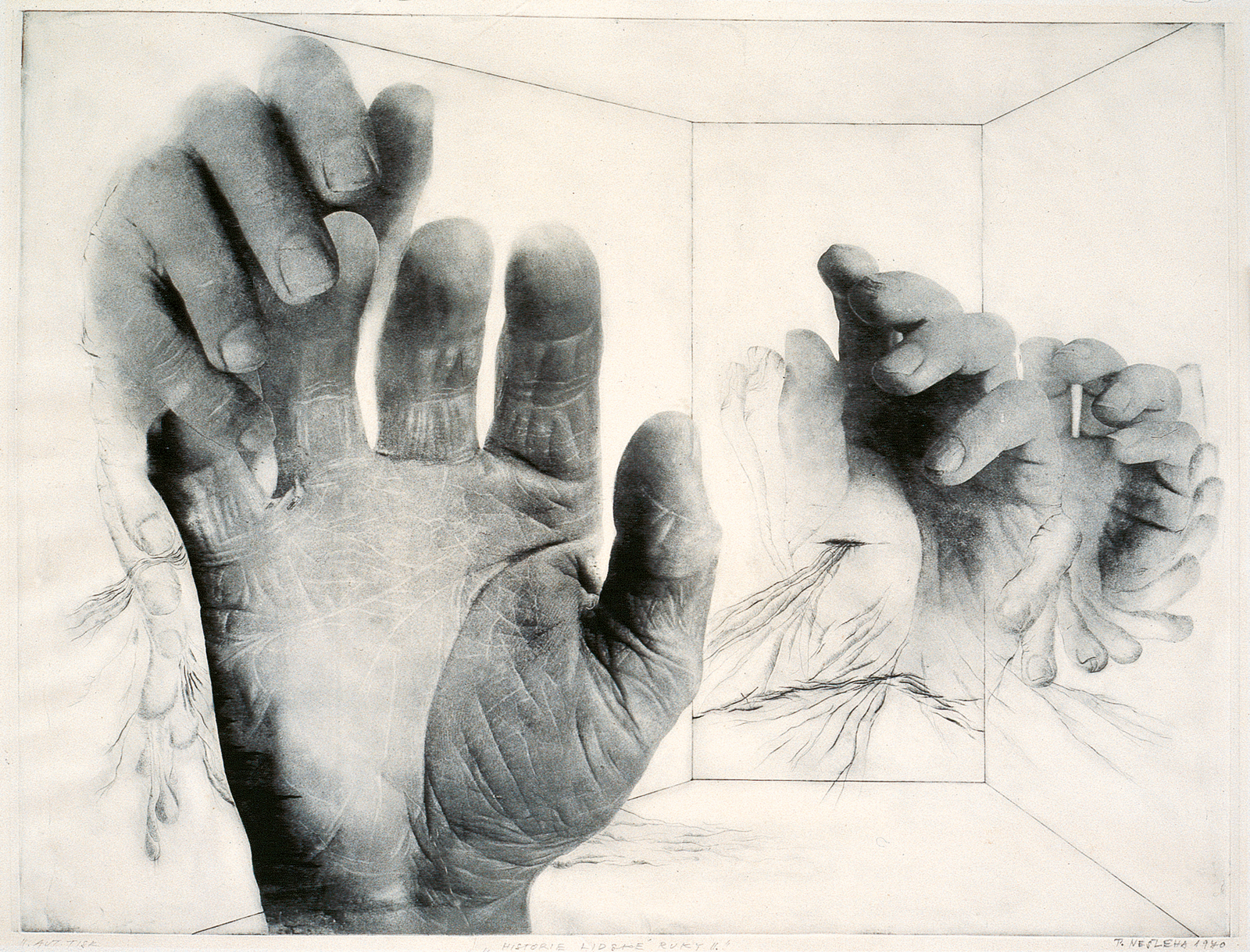
Historie lidské ruky II (1970)

Jeho světelné objekty, kterým se věnoval od roku 1971, vyústily v architektonický projekt světelného dvanáctistěnu (1972–1973). Jeho vnitřní prostor se světelnou projekcí organických forem lidského těla, který kontrastoval s geometrií architektury, měl divákovi poskytnout příležitost k meditaci. Některé z objektů „dvanáctistěnu“ vystavil na autorské výstavě v Galerii Baukunst v Kolíně nad Rýnem roku 1974, ale zahájení se nesměl zúčastnit. Několik světelných objektů realizoval roku 1974 v íránském pavilonu na světovém oceánografickém Expu v japonské Okinawě. Z architektonického projektu světelného dvanáctistěnu vycházelo řešení světelného oválného prostoru, sestaveného ze stěn z umělého kamene s reliéfy ve tvaru ruky a kombinovaného se zrcadly, vtěsnaného do rozměrného sálu Mramorového paláce v Teheránu (1976). Monumentální zakázky, organizované pracovníkem Art Centra J. Fričem, se tehdy zúčastnila celá plejáda českých umělců.
Vztah k reálnému motivu jej už neopustil. Veristicky zpracovaný prvek zprvu kriticky prostupovala ironická grotesknost a absurdita, kterou Nešleha reagoval na manipulaci a nesvobodu počínající normalizace, vnímanou jako "příšerné příšeří". Roku 1972 vytvořil cyklus velkoformátových kreseb na téma lidské pokleslosti (Židle), později TV Story (1975), grafiky Kyselé jablko (1977) aj. Následně jej reálný předmět odvedl k rozkrývání jeho skryté podstaty. Osobitá, téměř surreálná tematika vyústila na konci 70. let do meditativní hloubavosti a do symbolického zhodnocení fenoménu světla (kresebný cyklus Čas otevřených dveří, 1977; malby Okno, 1978; Meliorace, 1981 aj.). Do využití účinků světla se promítla i někdejší zkušenost se světelnými objekty a reliéfy, jimiž se zabýval v letech 1971–1975. V letech 1981-1982 se zabýval návrhem řešení chodby Československého památníku v Osvětimi, pro který vytvořil devatenáct rozměrných tužkových kreseb. Roku 1982 fotografoval detaily přírodních struktur a do roku 1983 vznikala početná série kreseb Studie předmětnosti.

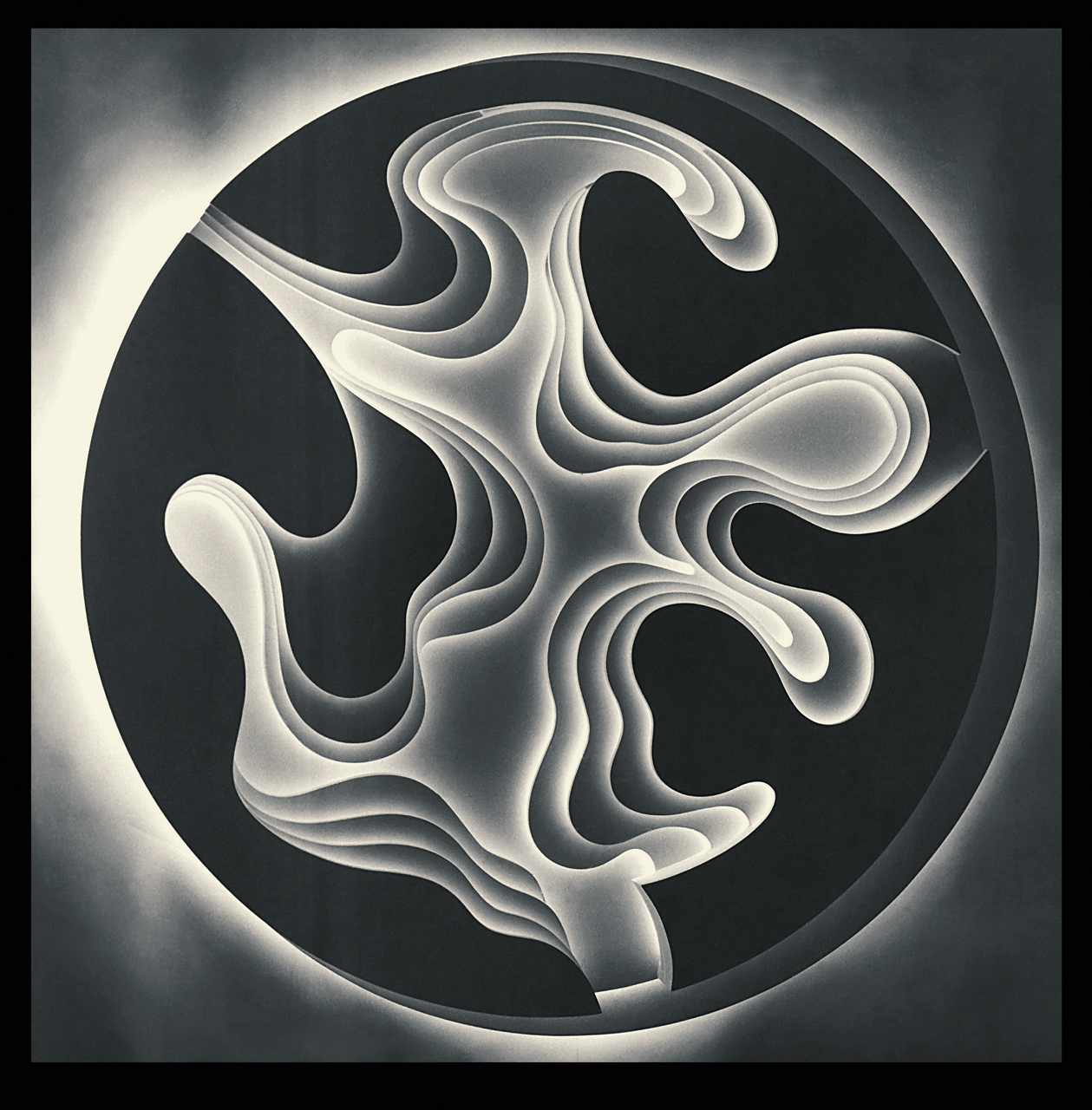
Světelný objekt (1973)
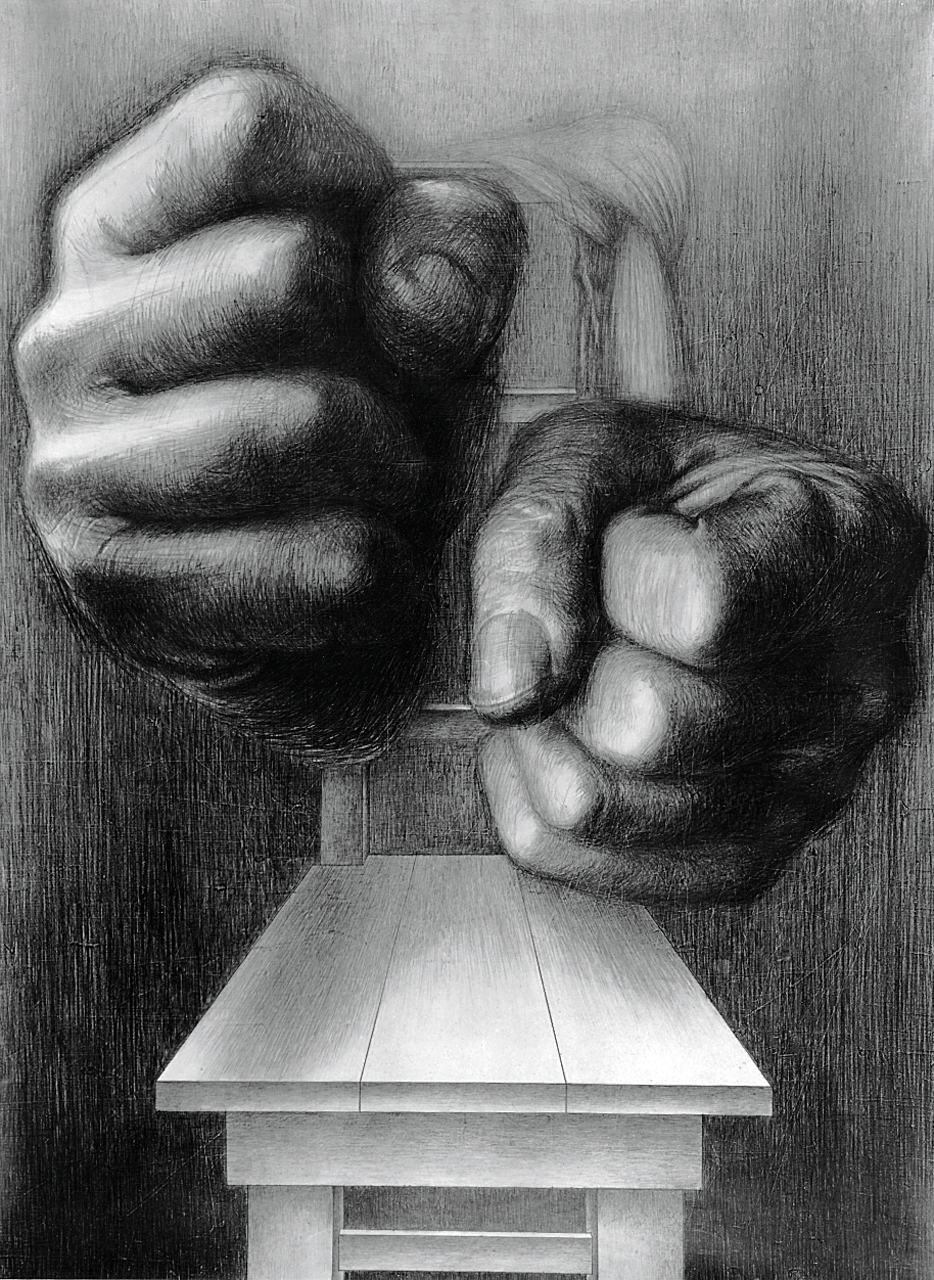
Z cyklu Židle (1972)
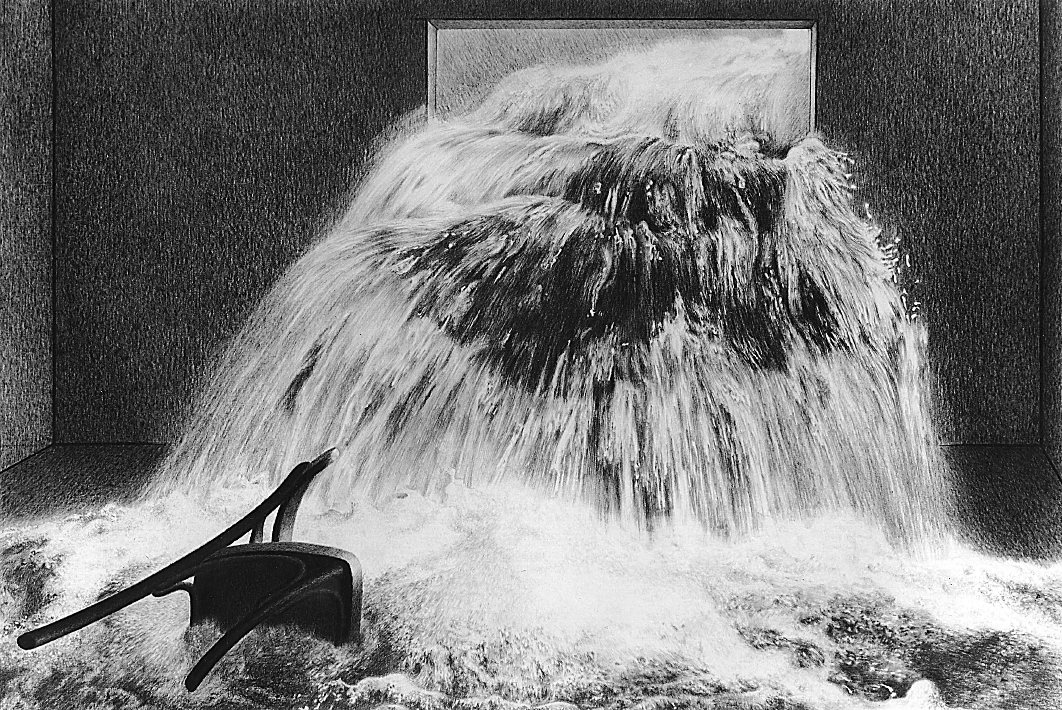
Čas otevřených dveří VI, (1978)
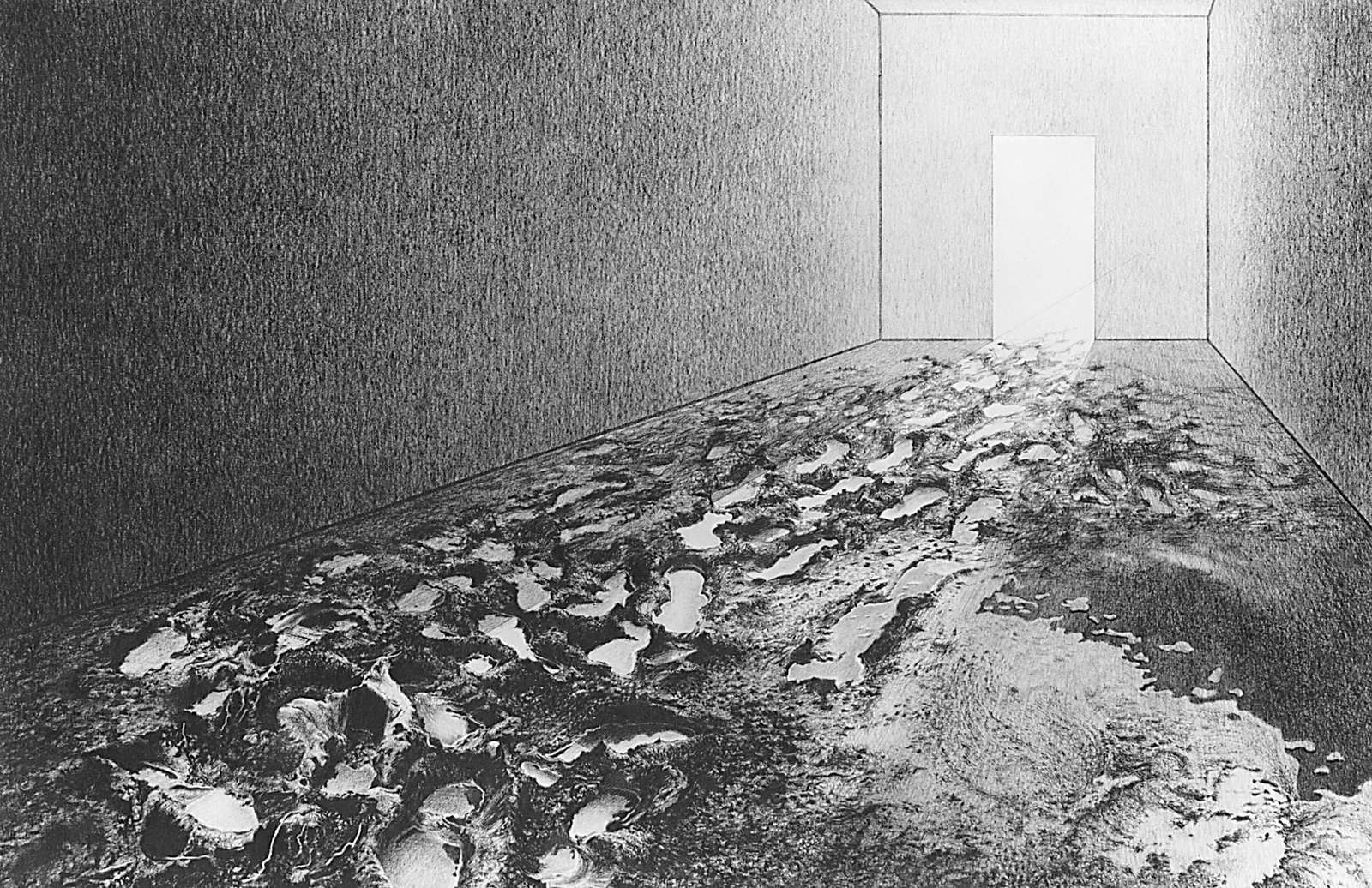
Čas otevřených dveří VII (1978)
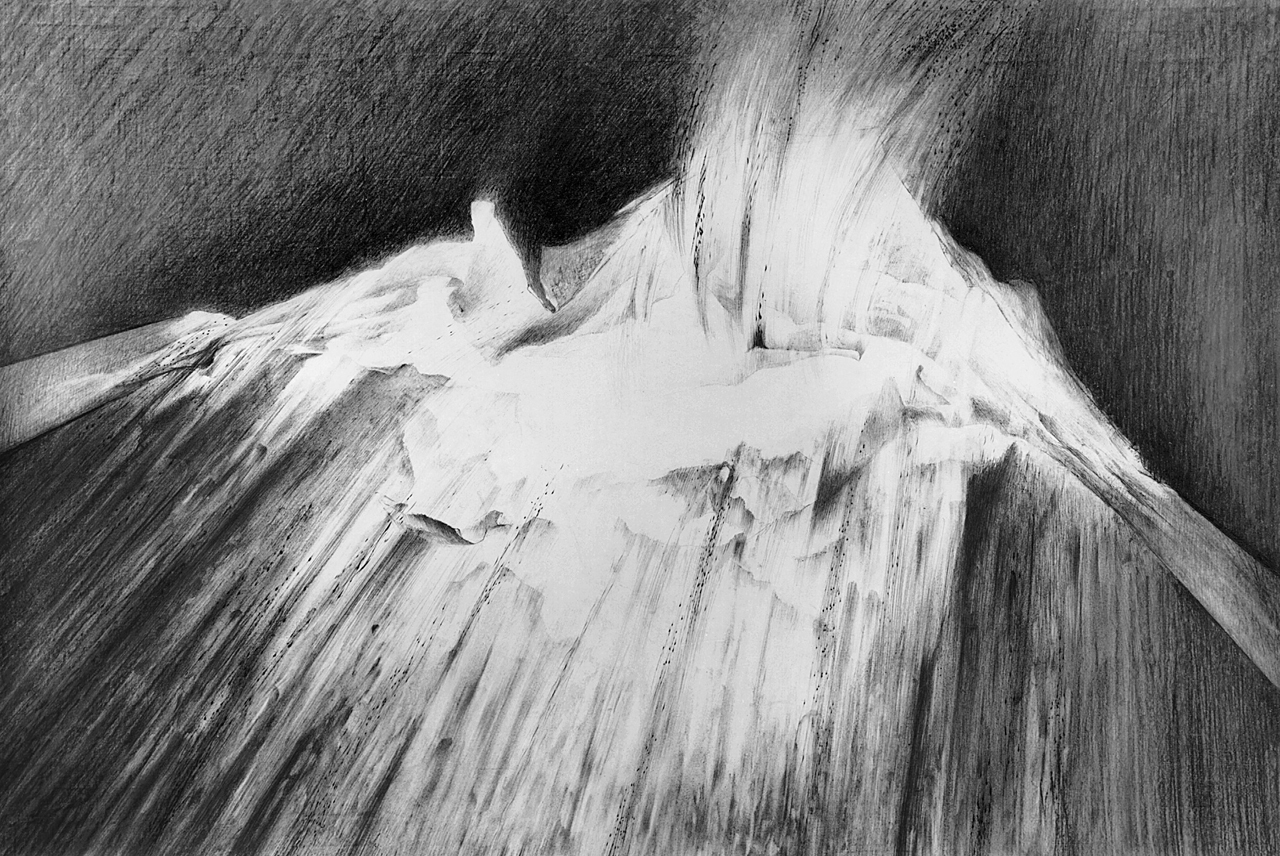
Studie ohně (1988)

Pouto k přírodě, modifikované odkazem romantiků a symbolickým pojetím světla, se v 80. letech stalo východiskem umělcovy další práce. Ke ztvárnění malířských vizí využíval klasickou malbu, jež mu umožňovala zařazovat realisticky pojatý zvětšený detail do imaginárního volného porostoru a činit jej tak viditelným (Vývrat, 1981; Pokus o cestu za K. H. Máchou, 1982; Rozloučení s C. D. Friedrichem, 1982; Dlouhá cesta, 1983; Stopy, 1983 aj.; kresby Studie předmětnosti, 1982–1984, Průvan, 1984 aj.). Šlo o podstatné zjištění, které jej vedlo k hlubší vnímavosti reality a ke snaze postřehnout její skrytou podstatu. Nešlehova imaginace a minuciózní kresba dávaly všedním a nenápadným motivům rozměr obecných symbolů, které byly metaforou československé společnosti na přelomu 70. a 80. let.

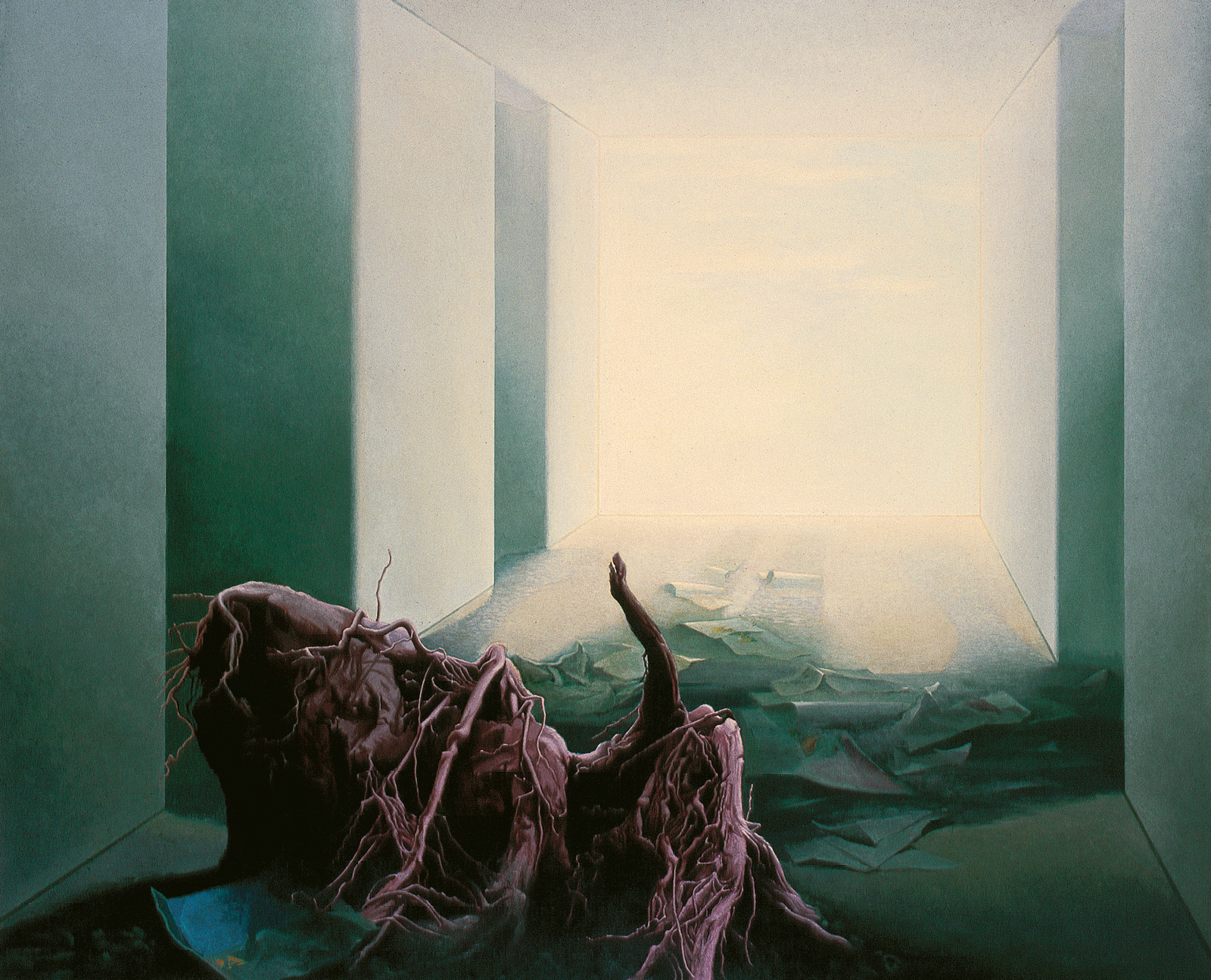
Vývrat (1981)
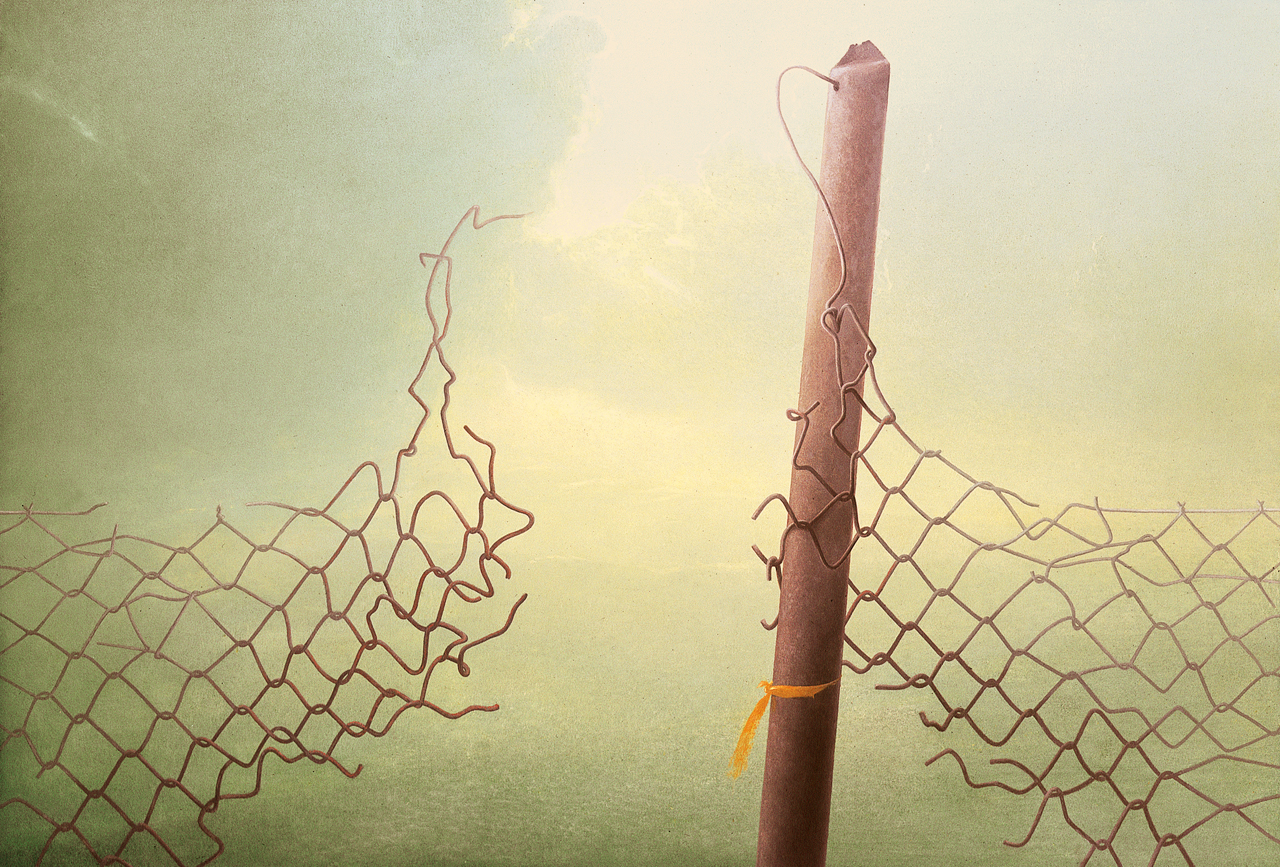
Pokus o cestu za K. H. Máchou (1982)
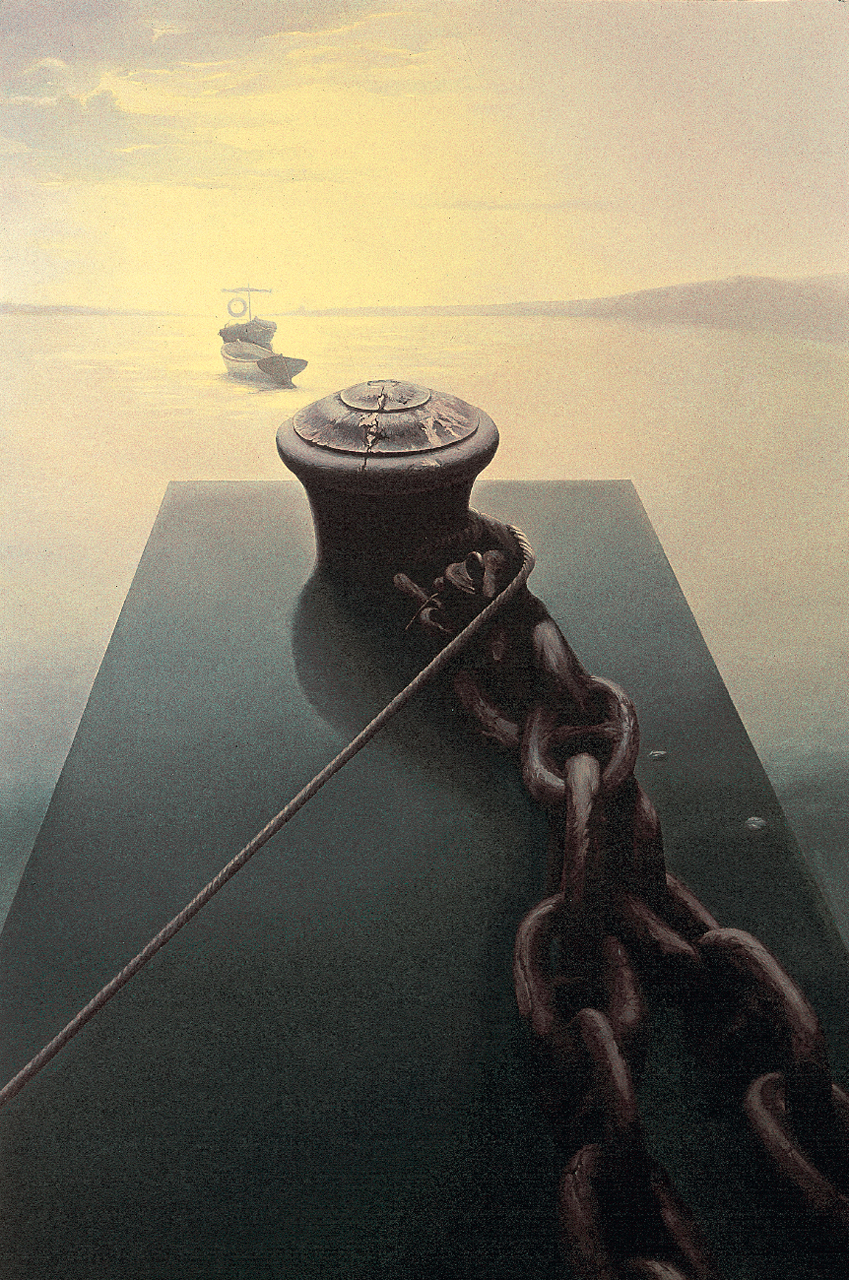
Rozloučení s C. D. Friedrichem (1982)
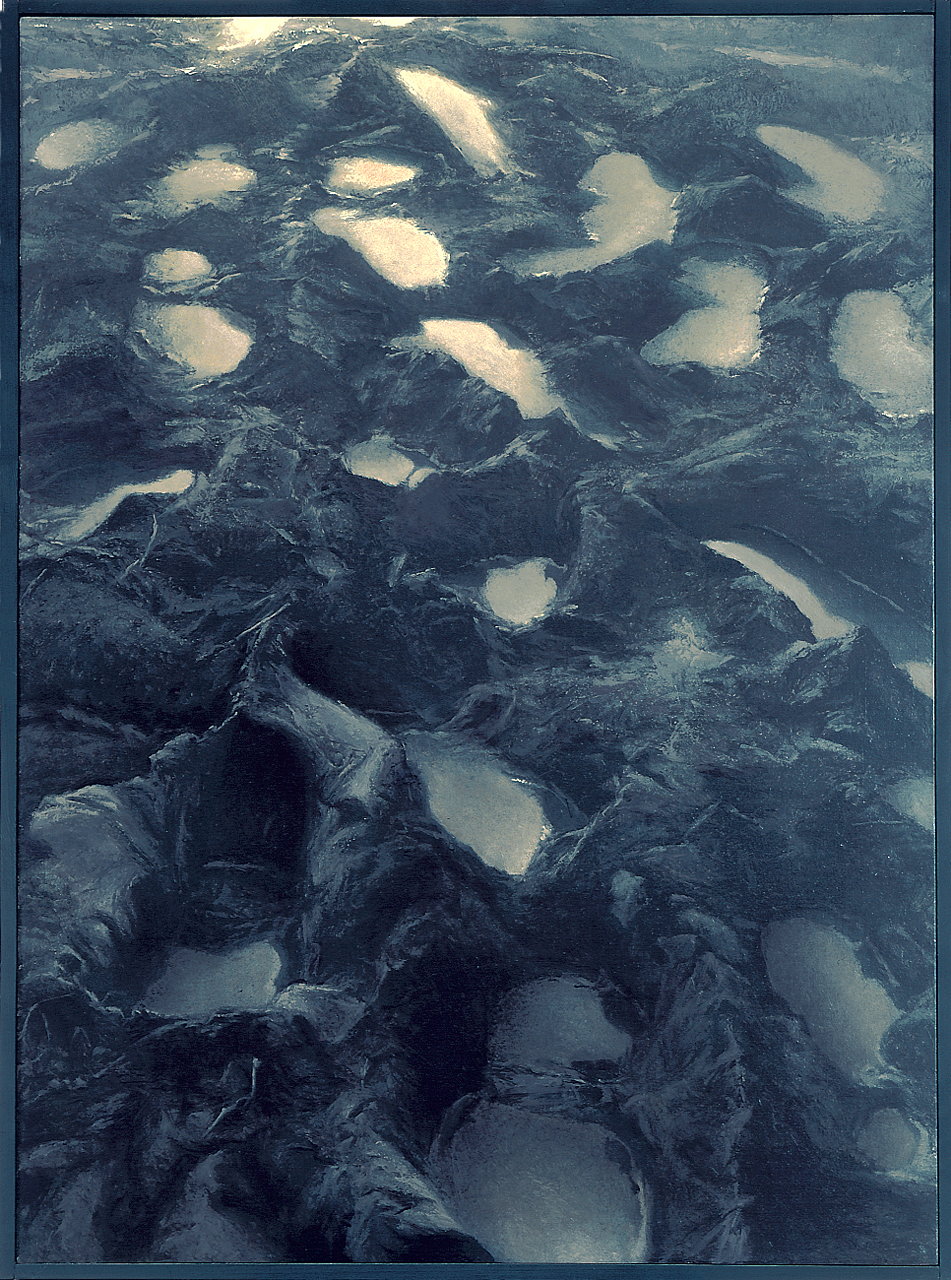
Cesta (1983)

Nešlehovou inspirací byly časté cesty do přírody spojené s fotografováním, extrémy drsné horské krajiny nebo historická díla vytvářející "paměť místa". Jeho představivost obohatily kořeny šumavských pralesů, eroze pískovcových skal, sochy Matyáše Bernarda Brauna v Kuksu nebo hlavy a masky Václava Levého poblíž Liběchova. Uvažoval o romantismu a jeho snaze postihnout lidský úděl ve vztahu k přírodě a jejím nespoutaným silám. Původní idea vedla v polovině 80. let k vytvoření monumentálního environmentu složeného ze čtyř monochromních triptychů v základníc škále Goethova systému, tvořících kolem diváka uzavřený prostor o průměru 7 m (Živly, 1983–1984). Přitahovala ho představa zobrazení živlů jako valících se hmot i destruktivní síla ohně, mrazivá hloubka vesmíru i eruptivní síla Země. Do koncepce děl začal v průběhu 80. let včleňovat paradox spojení iluzivní malby s reálnými prvky; vznikaly rozměrné objekty dveří (cyklus Iluze v soukromí, 1985–1988), asambláže a obrazové instalace (Ani na zemi ani na nebi, 1989). Pokusil se přitom stupňovat iluzi v nevázanosti na daném předmětu nebo ději vloženém do reálného objektu (Povodeň, 1985).

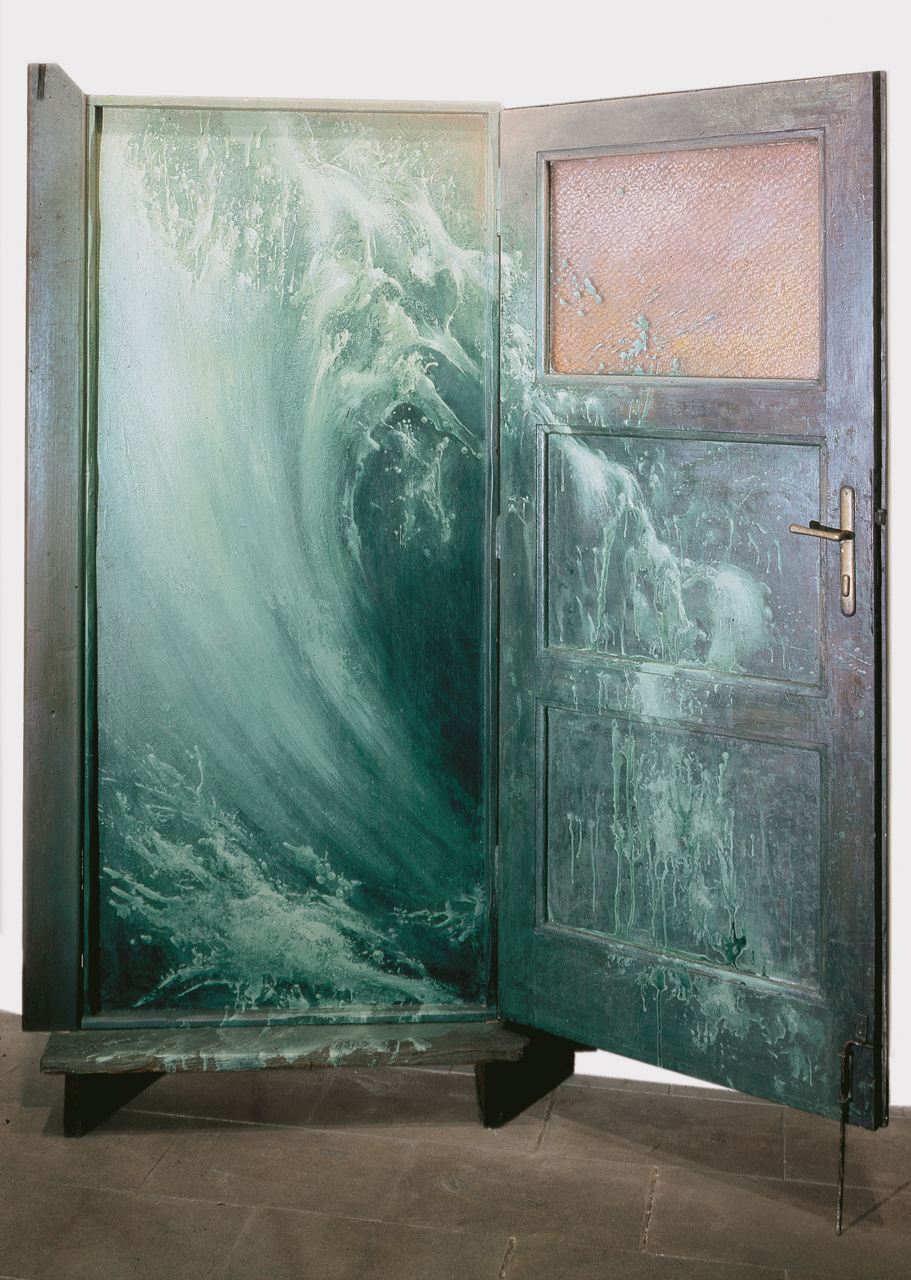
Povodeň, z cyklu Iluze v soukromí (1985)
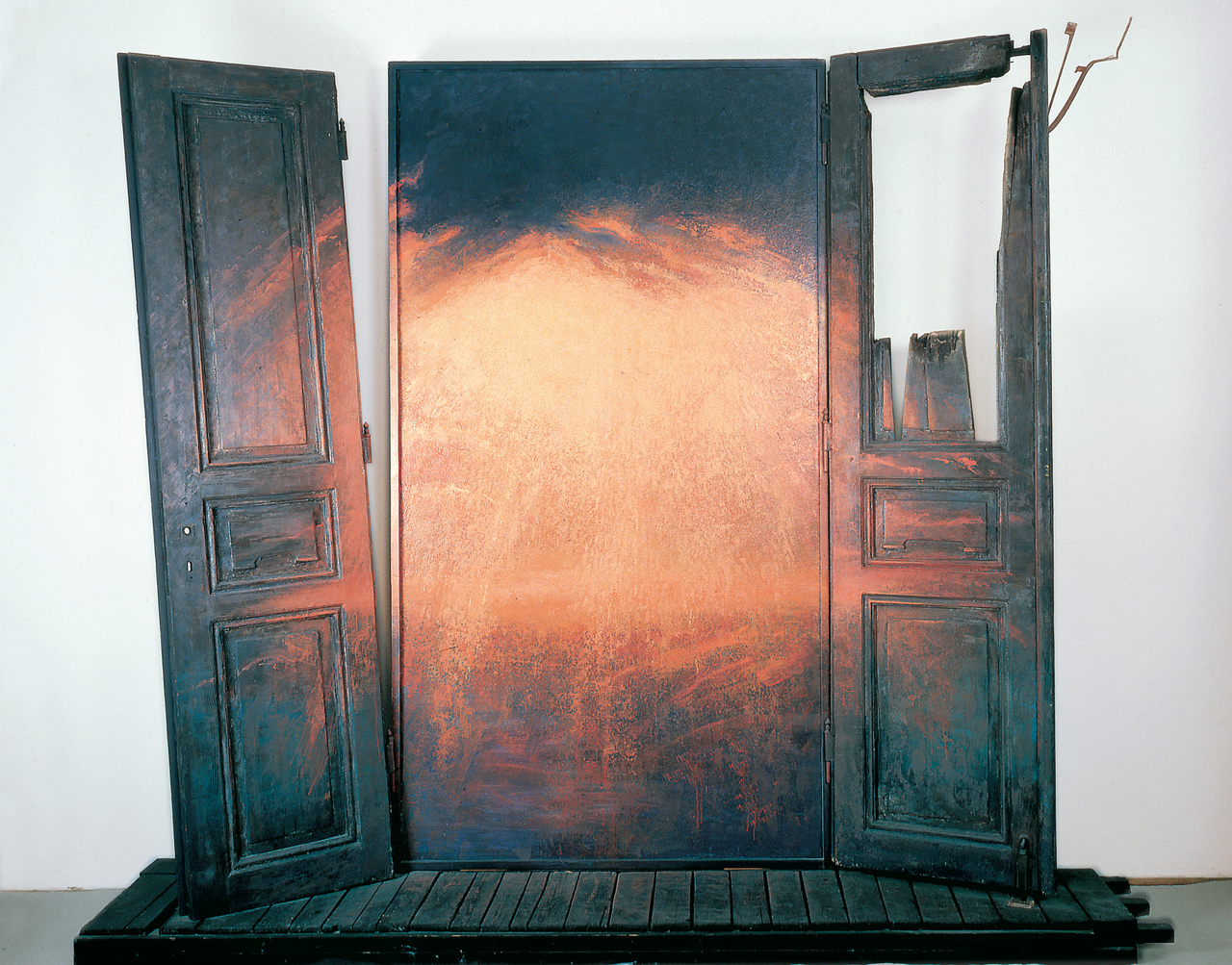
Minul čas, z cyklu Iluze v soukromí (1986)
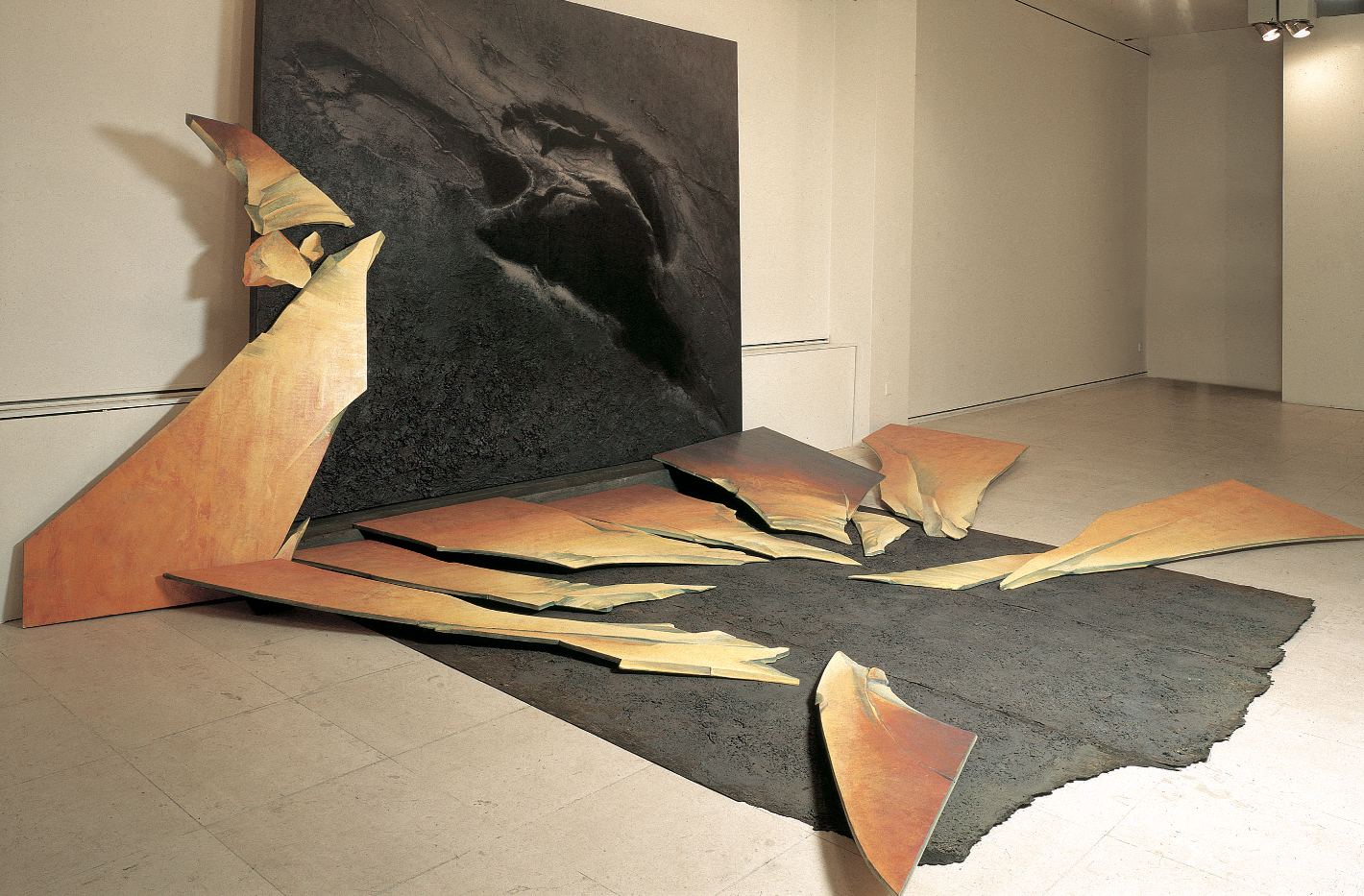
Ani na zemi ani na nebi (1989)

Téma živlů demonstrující potenciál přírodních sil nalezlo v Nešlehově díle pevné motivické zakotvení. Zpracovával je v kresbách (Studie ohně, 1988), malbách (Transformace I a II, 1990), fotografiích a v rozměrných digitálních tiscích (Živly, 1999; cykly Braunovské reflexe a Ojbín z roku 2000, Přírodní struktury, 2001). Současně se od 90. let věnoval mytickým námětům vyslovujícím se k nezvratitelnosti lidského osudu, jak dokládají pastely a kresby (Ikarův pád, 1991–1902; Oidipus, 1992–1993; série Paměti země, 1992; , nebo obrazy Je osamělost prostoru? (1992) a Událost (1988–1996). Cyklus Lesk a bída apokalyptických koní (1994) pojal jako ambivalentní příběh podaný prostřednictvím dvou protilehlých polí filmového pásu, kde se mračna mění v obrazy pádících koní; následuje jejich zmar, končící na jedné straně koňskou lebkou jako memento a na druhé mohutným kopytem drtícím starý svět v očekávání nové skutečnosti. Cyklus je ukončen pastelem s tajemným hebrejským nápisem.

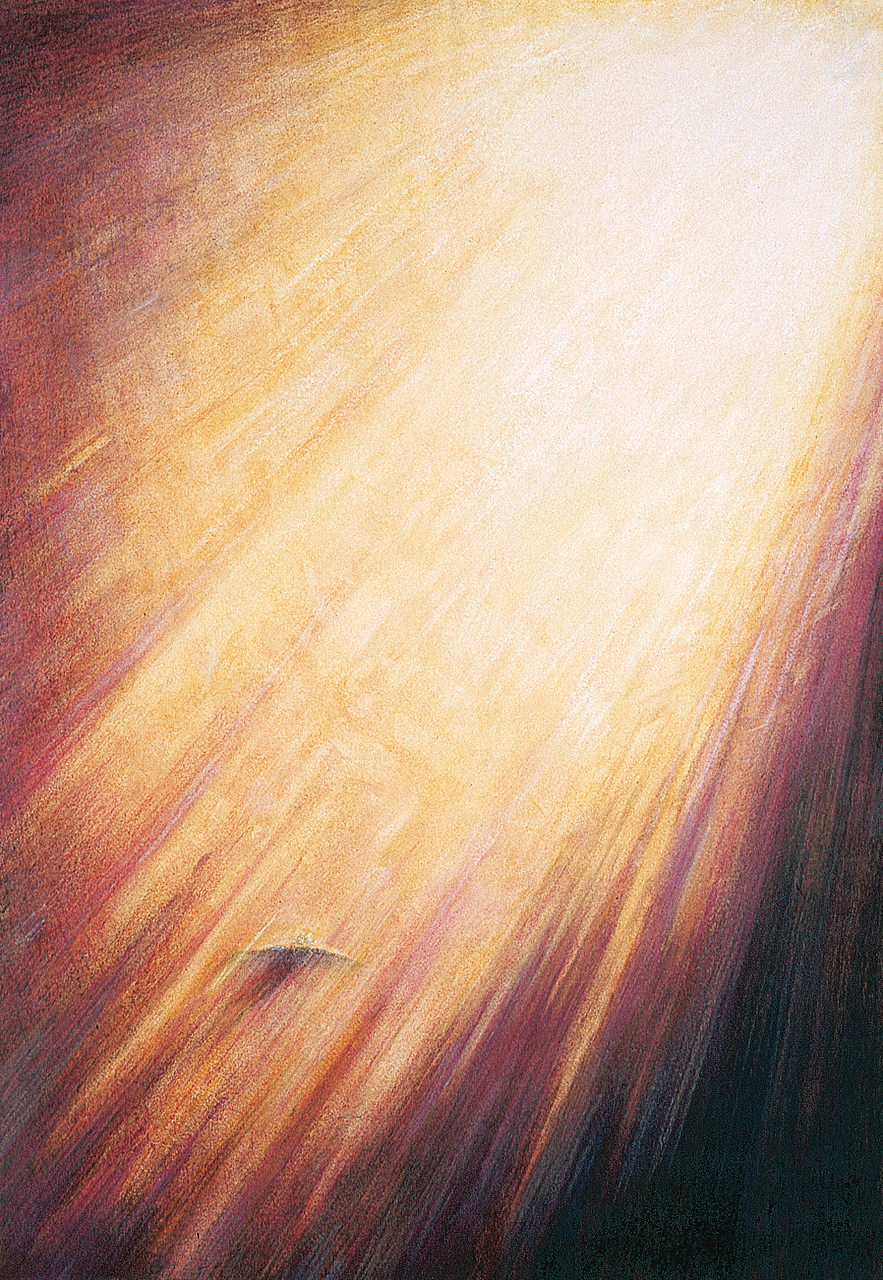
Studie k Ikarovu pádu (1991)
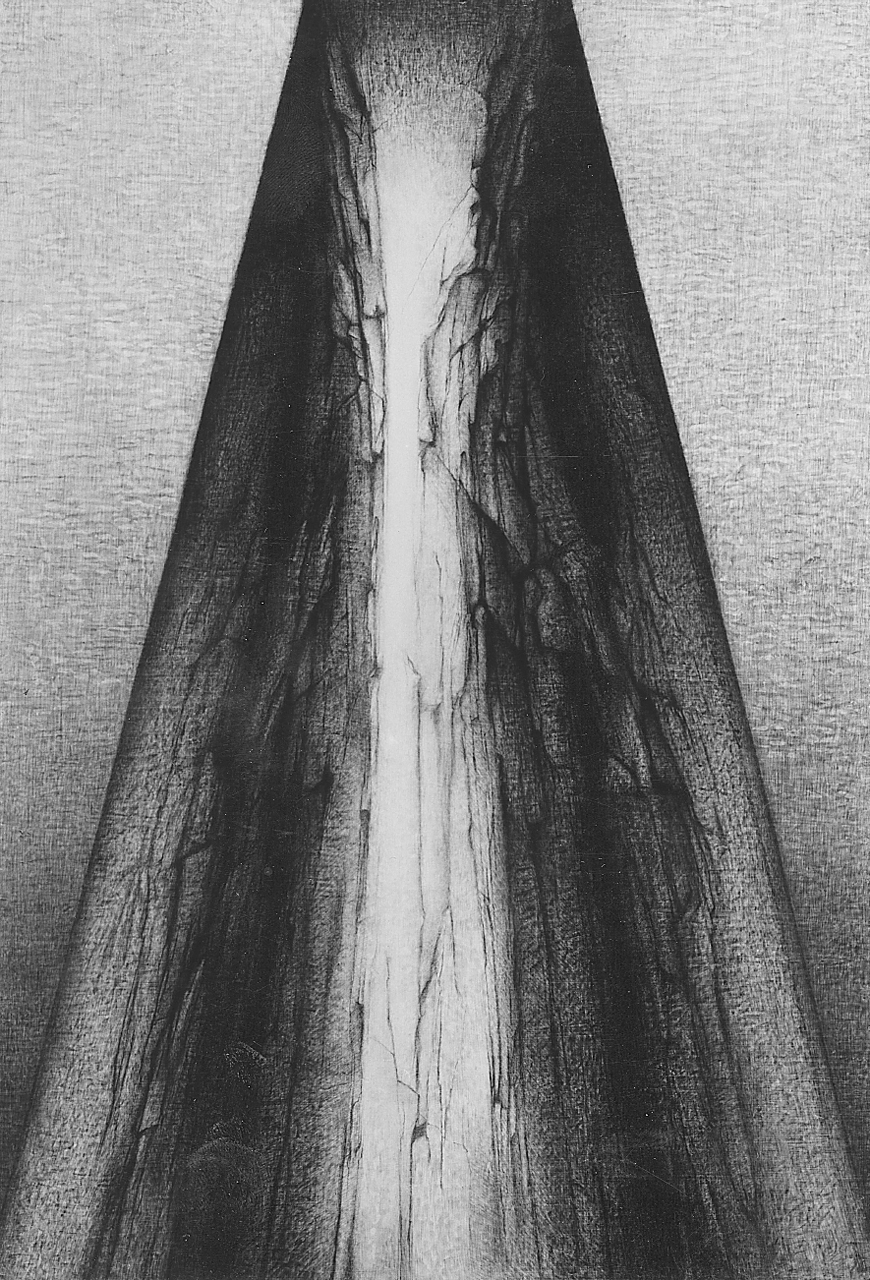
Oidipus III (1992)
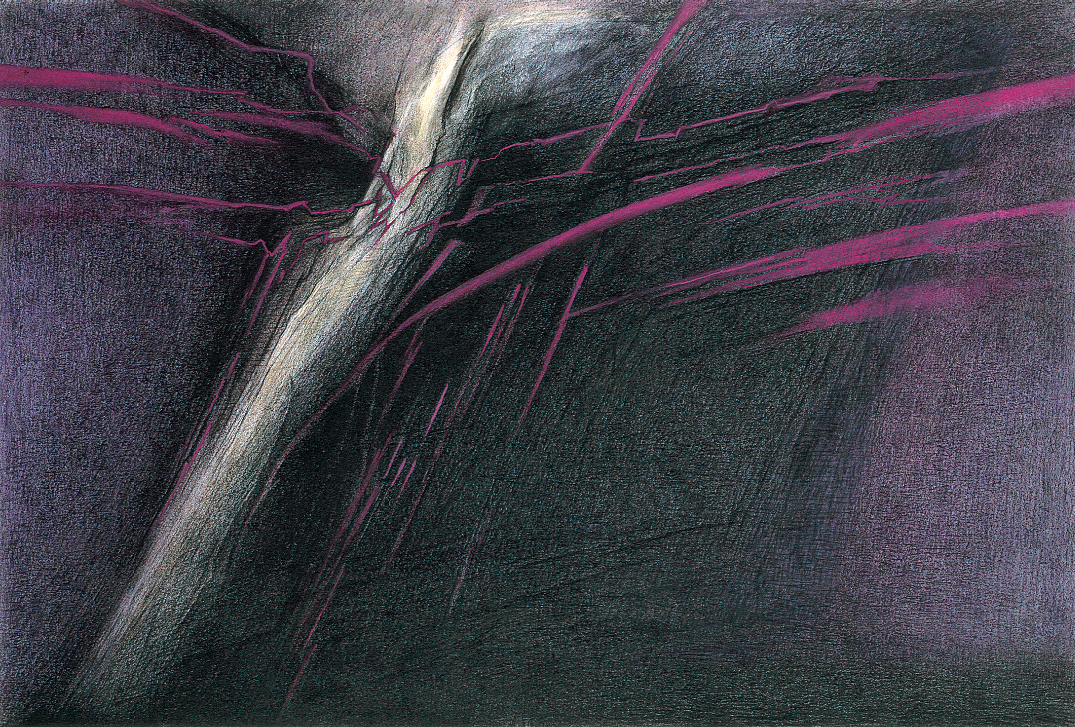
Oidipus V (1993)
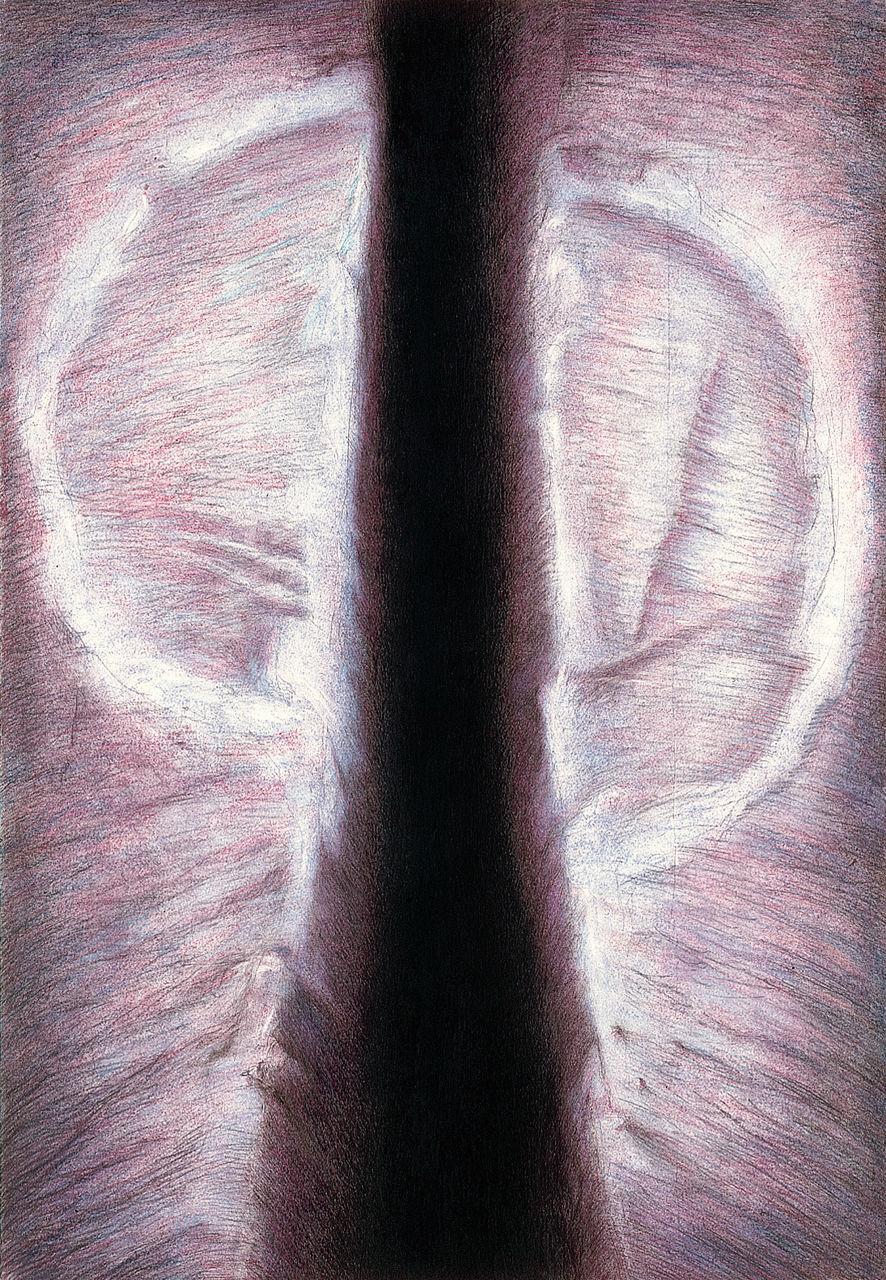
Tajemství znaků (1993)

Roku 1997 představil v Mánesu velkoformátové fotoobjekty Via canis - snímky obyčejných krytek sloupů veřejného osvětlení, které působením času a rzi získaly zvláštní individualitu. Lze je vnímat jako masky nesoucí minimální podobu s lidskou tváří a vzbuzující asociaci se zástupem rytířů vracejících se z křížové výpravy. Instalaci, kterou bylo možno chápat jako duchovní cestu, doplňoval velkoformátový obraz lidské dlaně jako ochrana a tělesně vykoupená autorita. Protějškem byla Proměna zobrazení s motivem vlasů jako symbolem síly a spiritualizované energie.

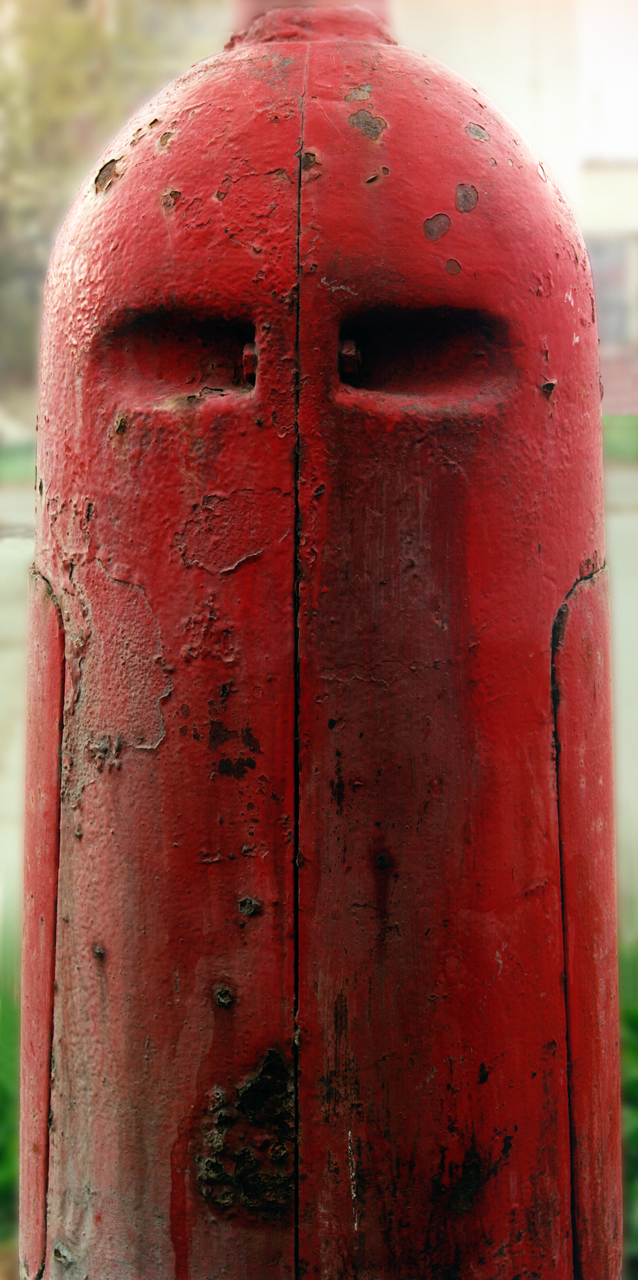
Z cyklu Via Canis (1997)
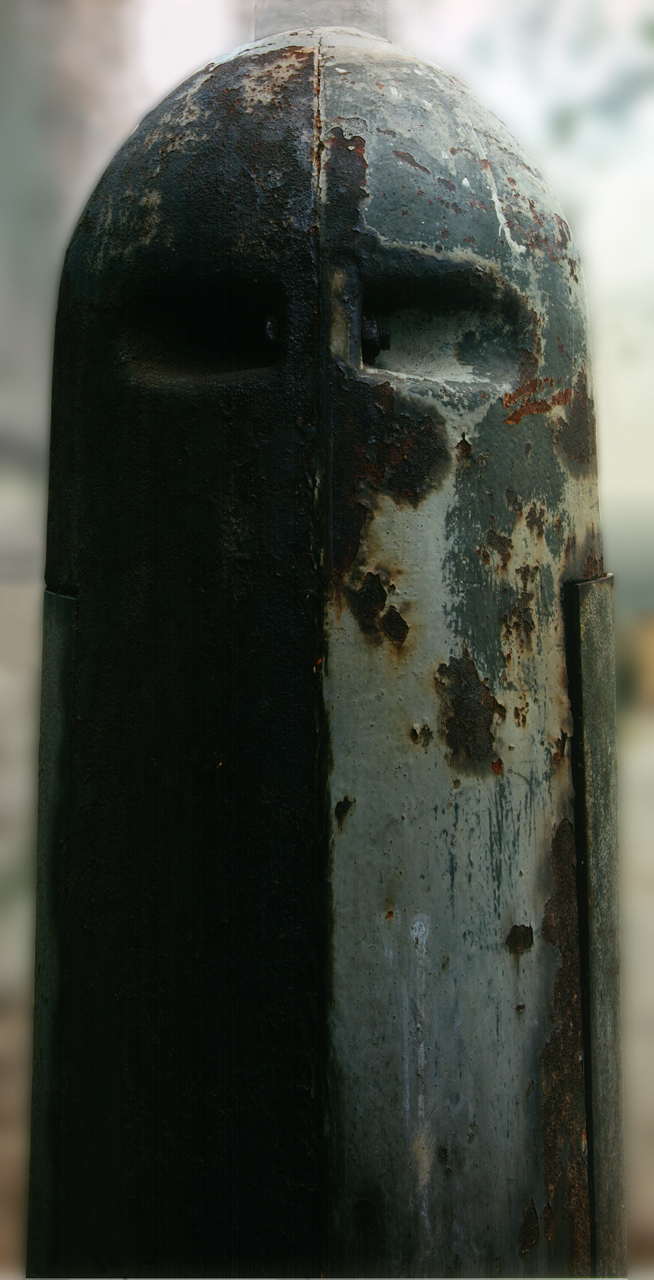
Z cyklu Via Canis (1997) II
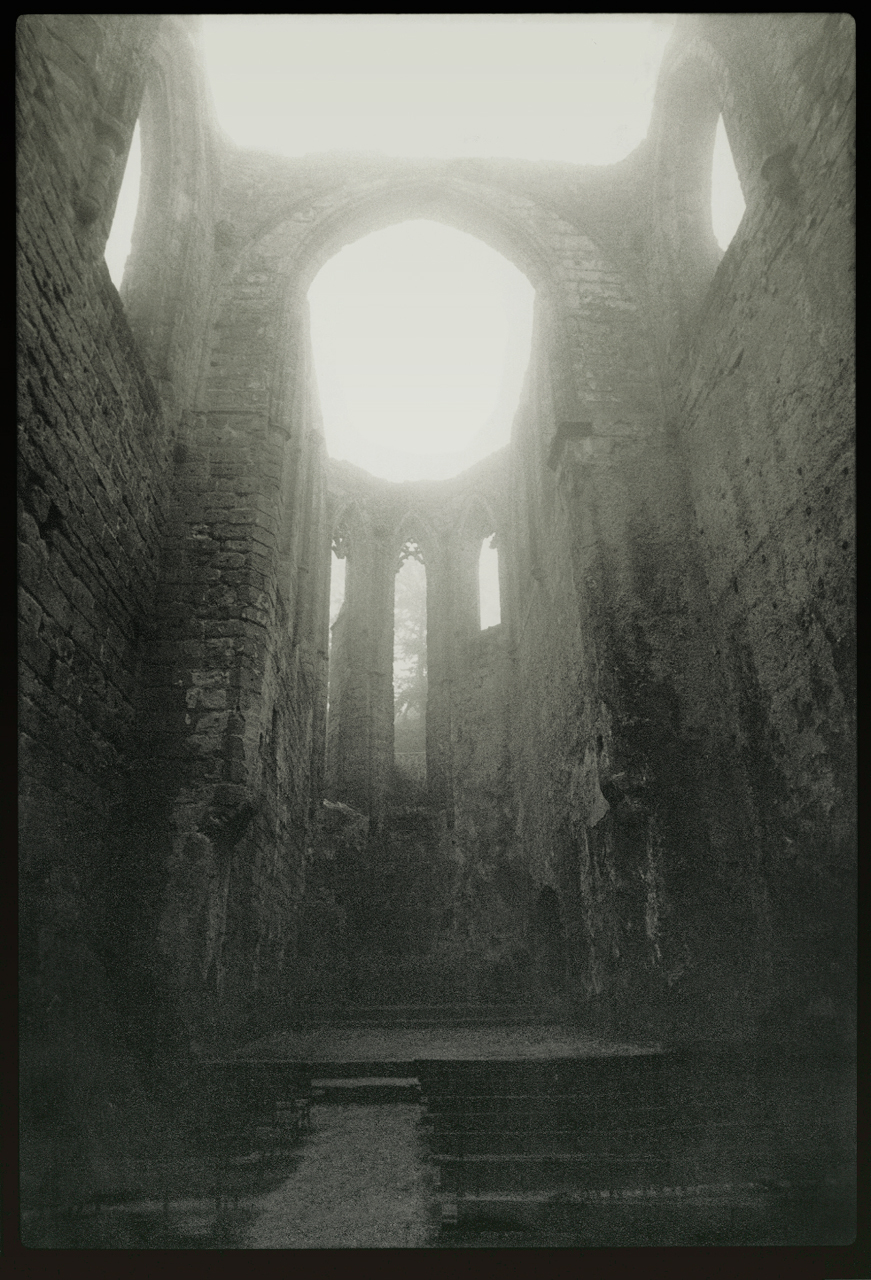
Z cyklu Ojbín (2000)
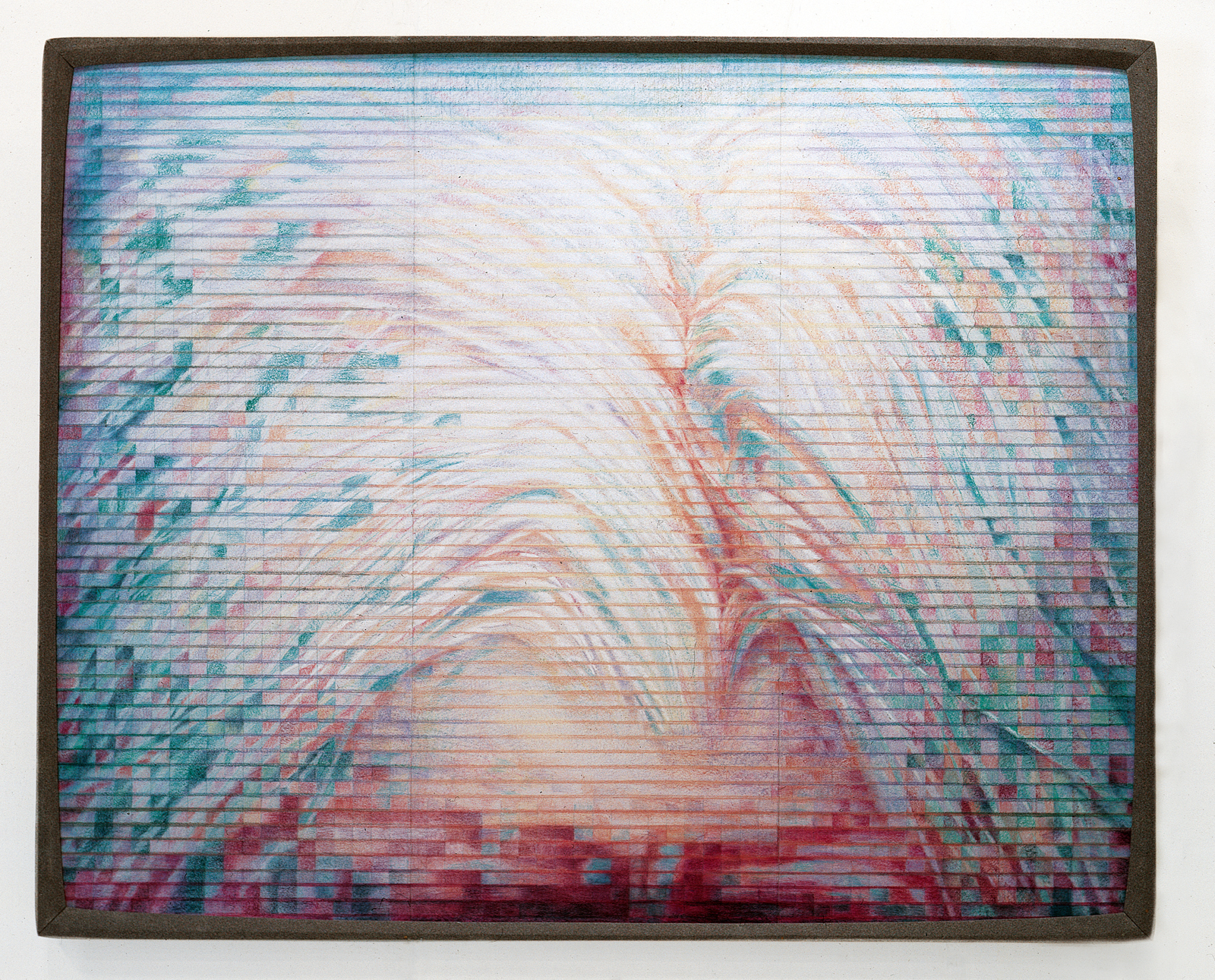
Proměna zobrazení (1997)

Od počátku nového tisíciletí začalo do umělcovy imaginace opětovně pronikat symbolické pojetí barevného a posléze bílého duchovního světla. Někdejší pouto k vizuální realitě se postupně vytrácelo; pohlcovalo je abstraktní pojetí znaků a světelných vizí realizovaných v malbách a v technice pastelu (Čtverec II, 2000; Zprvu se chce stoupat, 1999–2000; série pastelů Záznamy světla 2002–2003). Triptych Zprvu se chce stoupat vznikl během symposia v klášteře Plasy jako reflexe tamního schodiště architekta Santiniho. Světelnými vizemi "Záznamy světla", jimiž se pokusil ztvárnit světelně barevné představy, které vnímal při poslechu hudby nebo při práci, se Nešlehova tvůrčí cesta nečekaně v září roku 2003 uzavřela.

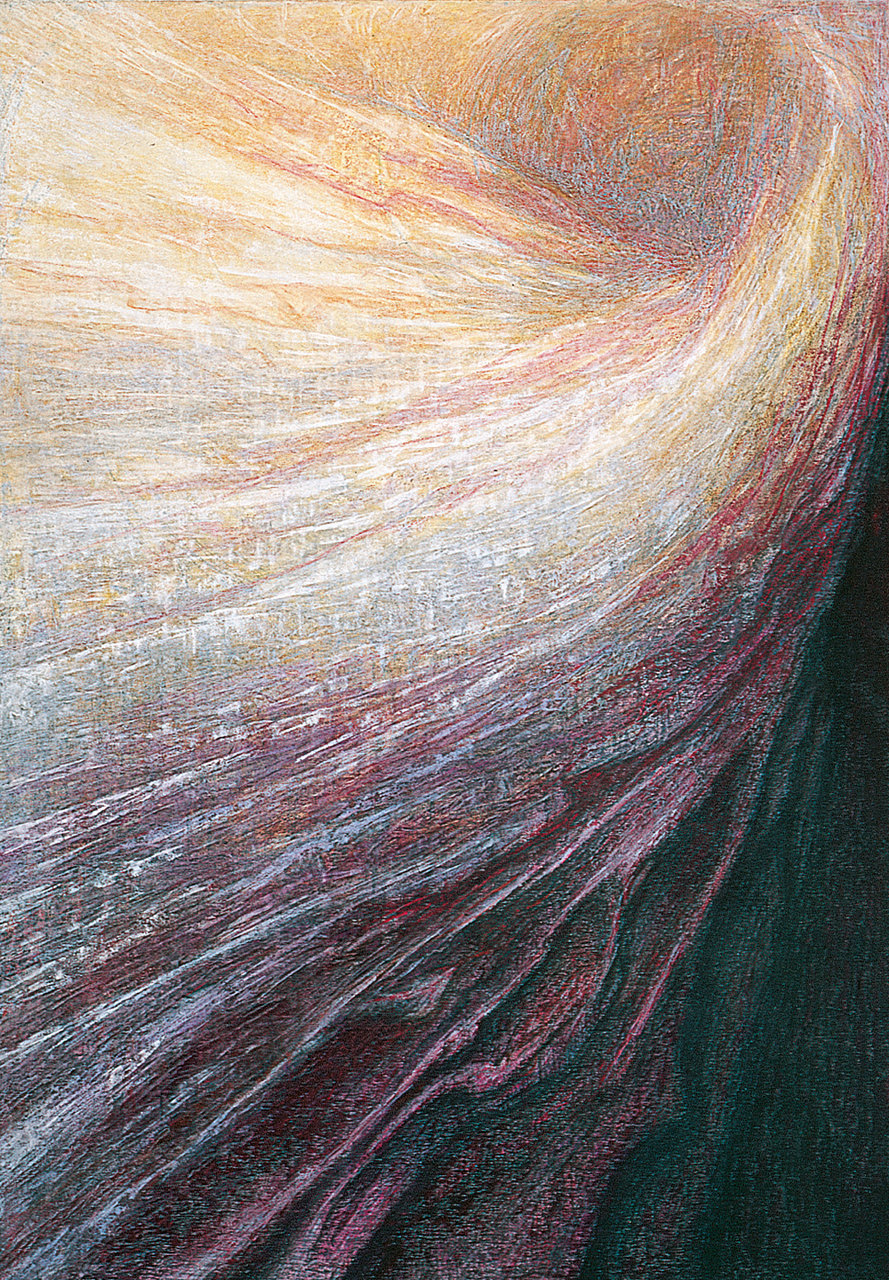
Matyášovo zrcadlo (1998-1999)
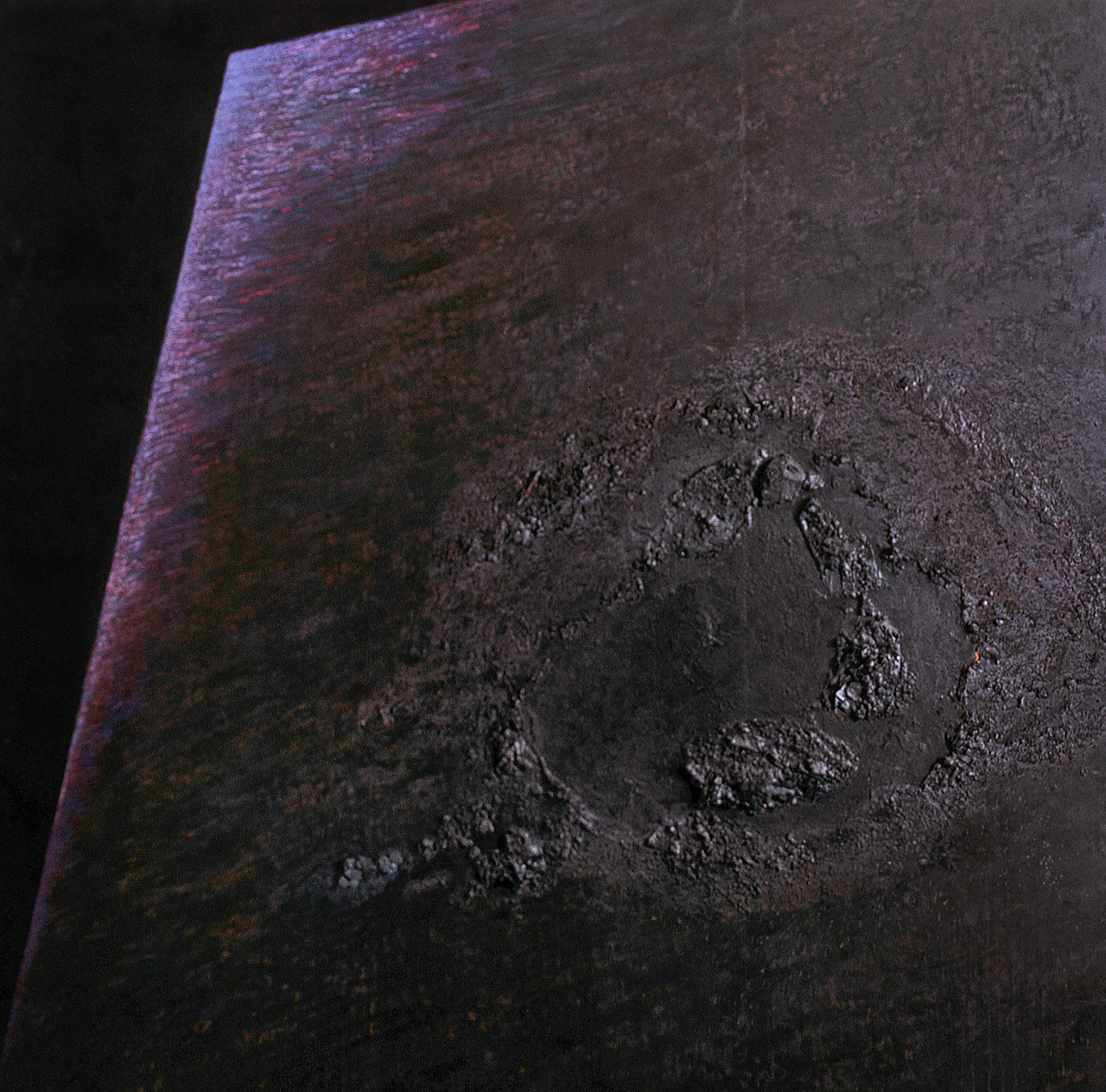
Čtverec II (2000)
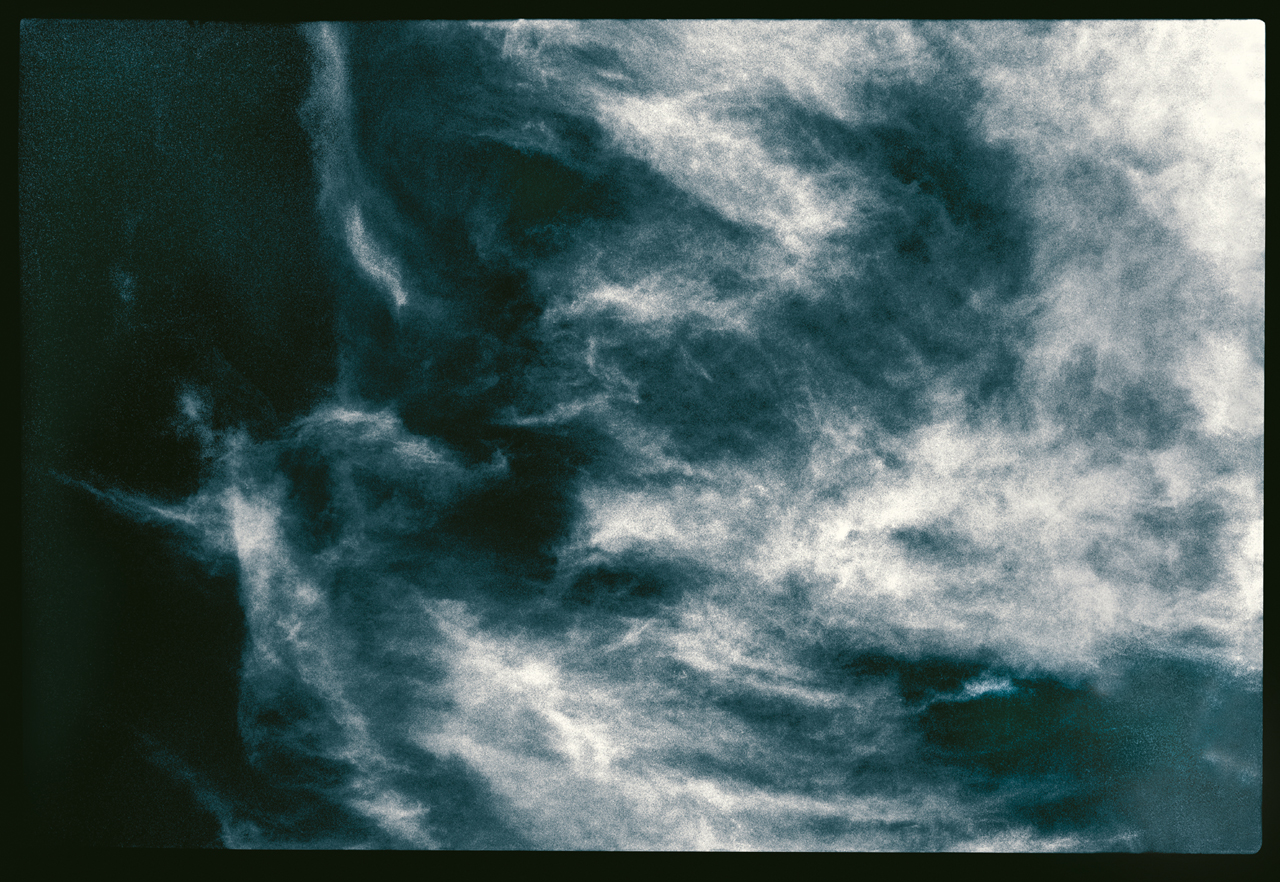
Z cyklu přírodní struktury I (2001)
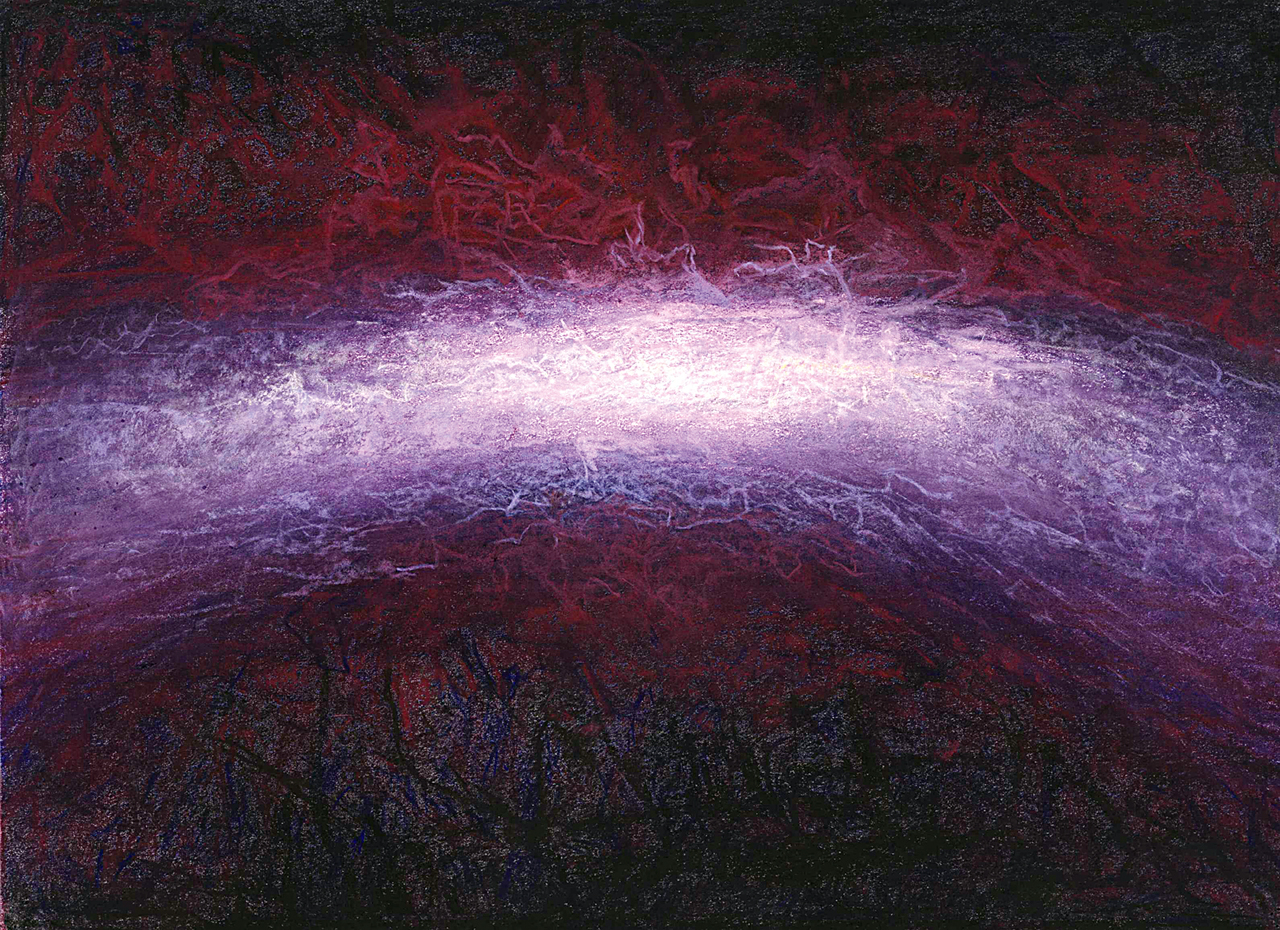
Záznamy světla (2002-03)
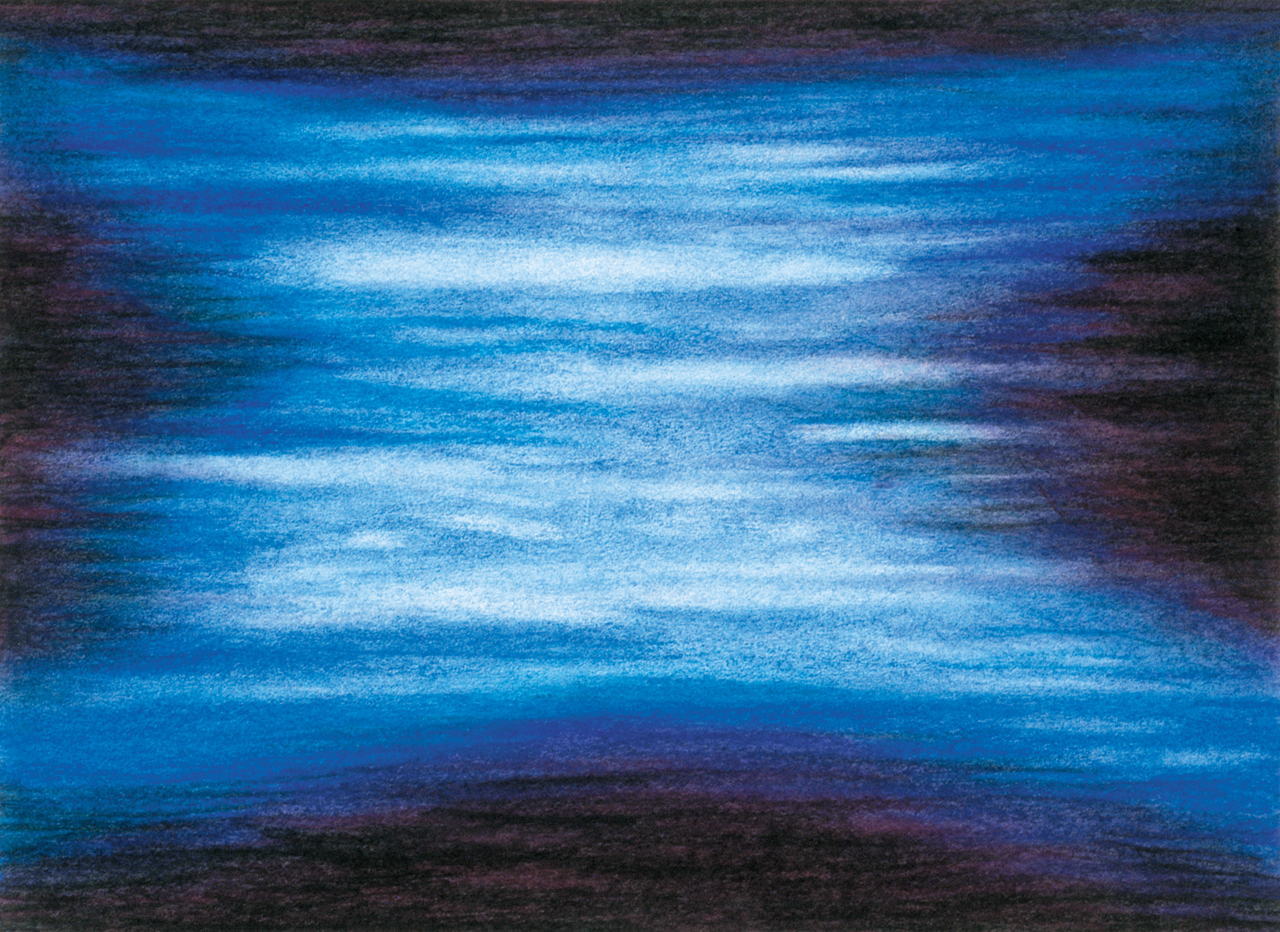
Záznamy světla (2002-03)

### Zastoupení ve sbírkách (výběr)
- Musée national d’art moderne – Centre G. Pompidoou, Paříž
- Musée d’art moderne de la Ville de Paris
- Museum of Drawing and Graphic Art, Washington
- Mexico City
- Museum Bochum
- Baukunst Galerie, Köln
- Sonnenring Galerie, Münster
- Muzeum Sztuki, Łódž
- Muzej suvremene umjetnosti, Beograd
- Umjetnička galerija BiH, Sarajevo
- Moderna galerija Ljubljana
- Academy of Zagreb
- Národní galerie Praha
- Galerie hlavního města Prahy
- Uměleckoprůmyslové museum v Praze
- Moravská galerie v Brně
- Galerie umění Karlovy Vary
- Západočeská galerie v Plzni[35]
- Galerie Benedikta Rejta v Lounech
- Muzeum umění Olomouc
- Alšova jihočeská galerie, Hluboká nad Vltavou
- Severočeská galerie výtvarného umění v Litoměřicích
- Památník Terezín;
- České muzeum výtvarných umění, Praha (nyní GASK – Galerie Středočeského kraje, Kutná Hora)
- Galerie moderního umění v Roudnici nad Labem
- Oblastní galerie Liberec
- Galerie moderního umění v Hradci Králové
- Gočárova galerie v Pardubicích
- Galerie Klatovy/Klenová
- Oblastní galerie Vysočiny v Jihlavě
- Museum Kampa – Nadace Jana a Medy Mládkových, Praha
- Galerie Zlatá husa, Praha
- COLLETT Prague/Munich

### Autorské výstavy (výběr)
- 1967 Galerie mladých, Mánes, Praha
- 1974 Handzeichnungen und Druckgraphik, Baukunst, Kolín nad Rýnem
- 1979 Minigalerie - Výzkumný ústav veterinárního lékařství, Brno
- 1980 Sonnenring Galerie, Münster
- 1980 Grafika, Klub školství a vědy Bedřicha Václavka, Brno
- 1982 Fotografický zápisník Pavla Nešlehy, Krajské divadlo, Kolín
- 1983 Obrazy a kresby z let 1978-1983, Regionální muzeum v Kolíně
- 1983 Kresby a obrazy z let 1976-1983, Staroměstská radnice, Praha
- 1986 Obrazy, kresby, fotografie, Dům pánů z Kunštátu, Brno
- 1992 Galerie Nová síň, Praha
- 1993 Grafika z 60. a 70. let, Galerie ´60/´70, Praha
- 1994 Výstavní síň Sokolská 26, Ostrava
- 1994 Obrazy, kresby, objekty, Letohrádek Ostrov
- 1994 Galerie moderního umění, Hradec Králové
- 1994 Lesk a bída apokalyptických koní, Galerie Litera, Praha
- 1994 České muzeum výtvarných umění, Praha
- 1995 Severočeská galerie výtvarného umění v Litoměřicích
- 1997 Práce z poslední doby, Mánes, Praha
- 1998 Obrazy, kresby, grafiky z let 1960 - 1990, Trigon Gallery Plzeň
- 1999 Zprvu se chce stoupat, Galerie V kapli, Bruntál
- 2001 Černý koridor, Galerie Litera, Praha
- 2001 Galerie Navrátil, Praha
- 2001 Sedimenty paměti (Česká kresba 14), Galerie umění Karlovy Vary
- 2001 Sedimenty paměti II. - Malby, kresby, fotografie, Galerie Klatovy / Klenová
- 2002 Sedimenty paměti III. - Přírodní elementy, Pražákův palác, Brno
- 2003 Z fotografických cyklů, Severočeská galerie výtvarného umění v Litoměřicích
- 2003 Záznamy světla, Galerie moderního umění, Roudnice nad Labem
- 2004 Rané práce, Galerie Ztichlá klika, Praha
- 2004 Záznamy světla, Letohrádek Hvězda, Praha
- 2005 Via Canis, Klicperovo divadlo, Hradec Králové
- 2007 Z fotografických cyklů, Výstavní síň Sokolská 26, Ostrava
- 2008 Nejen o zemi. Z cyklů kreseb, fotografií a pastelů, Dům pánů z Kunštátu, Brno[36]
- 2008 Ohlédnutí do sedmdesátých let, Galerie Litera, Praha
- 2012 Fotografická tvorba, Galerie města Pardubic (GAMPA)[37]
- 2013 Možnosti zobrazení, Galerie Vysoké školy uměleckoprůmyslové (Galerie VŠUP), Praha 1
- 2013 Sedimenty paměti IV, Wortnerův dům Alšovy jihočeské galerie, České Budějovice
- 2014 Poutalo mě světlo..., Severočeská galerie výtvarného umění v Litoměřicích
- 2015 Okno, 1978, Muzeum východních Čech v Hradci Králové
- 2016 Via Canis, Museum Kampa - Nadace Jana a Medy Mládkových, Praha[38]
- 2020 Vidět jinak / To See Differently, Dům umění, Ostrava

### Monografie
- Petr Wittlich: Pavel Nešleha: Stopy síly (Fotografie z let 1971-2002  / Traces of Force (The photographs from 1971-2002), 108 s., Nakladatelství KANT (Karel Kerlický), Praha 2012, ISBN 978-80-7437-076-2
- Petr Wittlich: Pavel Nešleha, 352 s., Gallery, Praha 2004 ISBN 80-86010-72-4

### Autorské katalogy (výběr)
- Mahulena Nešlehová: Pavel Nešleha: Vidět jinak / To See Differently, 31 s., Galerie výtvarného umění v Ostravě 2020, ISBN 978-80-87405-53-6
- Petr Wittlich a kol., Pavel Nešleha: Poutalo mě světlo... / Drawn to the Light..., 55 s., SGVU Litoměřice 2014, ISBN 978-80-87784-04-4
- Vlastimil Tetiva: Pavel Nešleha: Sedimenty paměti (IV), 12 s., AJG Hluboká 2013, ISBN 978-80-87799-00-0
- Pavel Nešleha - Nejen o zemi (Z cyklů kreseb, fotografií a pastelů), 43 s., Dům umění města Brna 2008, ISBN 80-902542-6-8
- Petr Wittlich: Pavel Nešleha - Záznamy světla, 20 s., Letohrádek Hvězda, Praha 2004, ISBN 80-85085-66-6
- Petr Wittlich: Pavel Nešleha - Záznamy světla, 30 s., Galerie moderního umění, Roudnice nad Labem 2003, ISBN 80-85053-44-6
- Pavel Nešleha: Z fotografických cyklů, Severočeská galerie výtvarného umění v Litoměřicích 2003, ISBN 80-85090-49-X
- Petr Wittlich: Pavel Nešleha - Sedimenty paměti (Česká kresba 14), Galerie umění Karlovy Vary 2001. ISBN 80-85014-45-9
- Petr Wittlich: Pavel Nešleha - Práce z poslední doby, Mánes, Praha 1997
- Jan Kříž: Pavel Nešleha, 90 s., České muzeum výtvarného umění, Praha 1994
- Petr Wittlich, Pavel Nešleha, Galerie Nová síň, Praha 1992
- Jiří Valoch: Pavel Nešleha: Obrazy / kresby / fotografie, Dům umění města Brna 1986
- Jan Kříž, Pavel Nešleha: Obrazy a kresby z let 1978-1983, Regionální muzeum v Kolíně 1983
- Jiří Valoch: Pavel Nešleha, 8 s., Minigalerie - Výzkumný ústav veterinárního lékařství, Brno 1979
- Jan Kříž: Pavel Nešleha, 28 s., Sonnenring Galerie, Münster 1978
- Pavel Nešleha: Handzeichnungen und Druckgraphik, 16 s., Köln 1974
- Pavel Nešleha, kat. 4 s., SČVU Praha 1967

### Souborné publikace (výběr)
- Jiří Jůza, Stopy ohně, 84 s., Dům umění, Ostrava 2009, ISBN 978-80-85091-92-2
- Petr Wittlich a Mahulena Nešlehová (eds.), Zaostalí FOREVER, , Gallery, Praha 2007 ISBN 978-80-86990-15-6
- Richard Drury a kol., Soustředěný pohled / Focused View (Grafika 60. let ze sbírek členských galerií Rady galerií České republiky / 1960s Prints from the Collections of Czech Galleries Association Members), 179 s., Rada galerií České republiky RGČR, Praha 2007, ISBN 978-80-903422-2-4
- Vlastimil Tetiva, České umění XX. století: 1970-2007, 326 s., AJG Hluboká 2007, ISBN 978-80-86952-42-0
- Zdenek Primus, Umění je abstrakce: Česká vizuální kultura 60. let, 330 s., KANT, Arbor vitae 2003, ISBN 80-86217-30-2_
- Mahulena Nešlehová, Poselství jiného výrazu (Pojetí informelu v českém umění 50. a první poloviny 60. let), 286 s., Artefact, Praha 1997, ISBN 80-902160-0-5
- Jindřich Chalupecký: Nové umění v Čechách, H&H, Praha 1994, s. 72–73. ISBN 80-85787-81-4
- Marie Klimešová a kol., Ohniska znovuzrození, 447 s., Městská knihovna Praha 1994, ISBN 80-7010-029-X
- Pavla Pečinková, Contemporary Czech Painting, 235 s., G+B Arts International Limited, East Roseville 1993, ISBN 976-8097-25-6
- Kolektiv autorů, Barok a dnešek, 136 s., Nadace Symposion 1992, ISBN 80-901195-8-1
- Karin Thomas: Tradition und Avantgarde in Prag, Du Mont, Köln 1991, s. 29–30. ISBN 978-3-7701-2842-6
- Jan Kříž, Zaostalí, 48 s., Odbor školství a kultury ONV Praha 9, 1990
- Šedá cihla 78/1985, 322 s., Jazzová sekce, Praha 1985
- Victoria Thorson: Great Drawings of All Time – The Twentieth Century, Shorewood Fine Art Books, New York 1979. ISBN 0-935986-00-6

### Encyklopedie
- Rostislav Švácha a Marie Platovská (eds.), Dějiny českého výtvarného umění [VI/1,2] 1958/2000,  Academia, Praha 2007, s. 193, 604–606, 653–655. ISBN 80-200-1489-6
- Alena Malá (ed.), Slovník českých a slovenských výtvarných umělců 1950–2002 (IX. Ml – Nou), Výtvarné centrum Chagall, Ostrava 2002
- Milan Churáň (ed.), Kdo byl kdo v našich dějinách 20. století (II. díl N-Ž), Nakladatelství Libri, Praha 1999
- Anděla Horová (ed.), Nová encyklopedie českého výtvarného umění, Academia, Praha 1995, s. 564–565. ISBN 80-200-1209-5

### Články
- Daniela Kramerová, „My prodáváme sny.“ Šáhova zakázka pro české umělce v sedmdesátých letech 20. století, UMĚNÍ LXI, 2013, Č. 4, S. 341–355
- jan Kříž, Fotografie v české malbě a grafice, Revue fotografie, 21, 1977, s. 27-28
- Jan Kříž, Světelné útvary Pavla Nešlehy, Umění a řemesla 3, 1972, s. 53-55